# Liste von Persönlichkeiten der Stadt Sofia
Die folgende Liste enthält die in Sofia geborenen, zeitweise dort lebenden Persönlichkeiten sowie die Ehrenbürger der Stadt, jeweils chronologisch aufgelistet nach dem Geburtsjahr. Die Liste erhebt keinen Anspruch auf Vollständigkeit.

## In Sofia geborene Persönlichkeiten

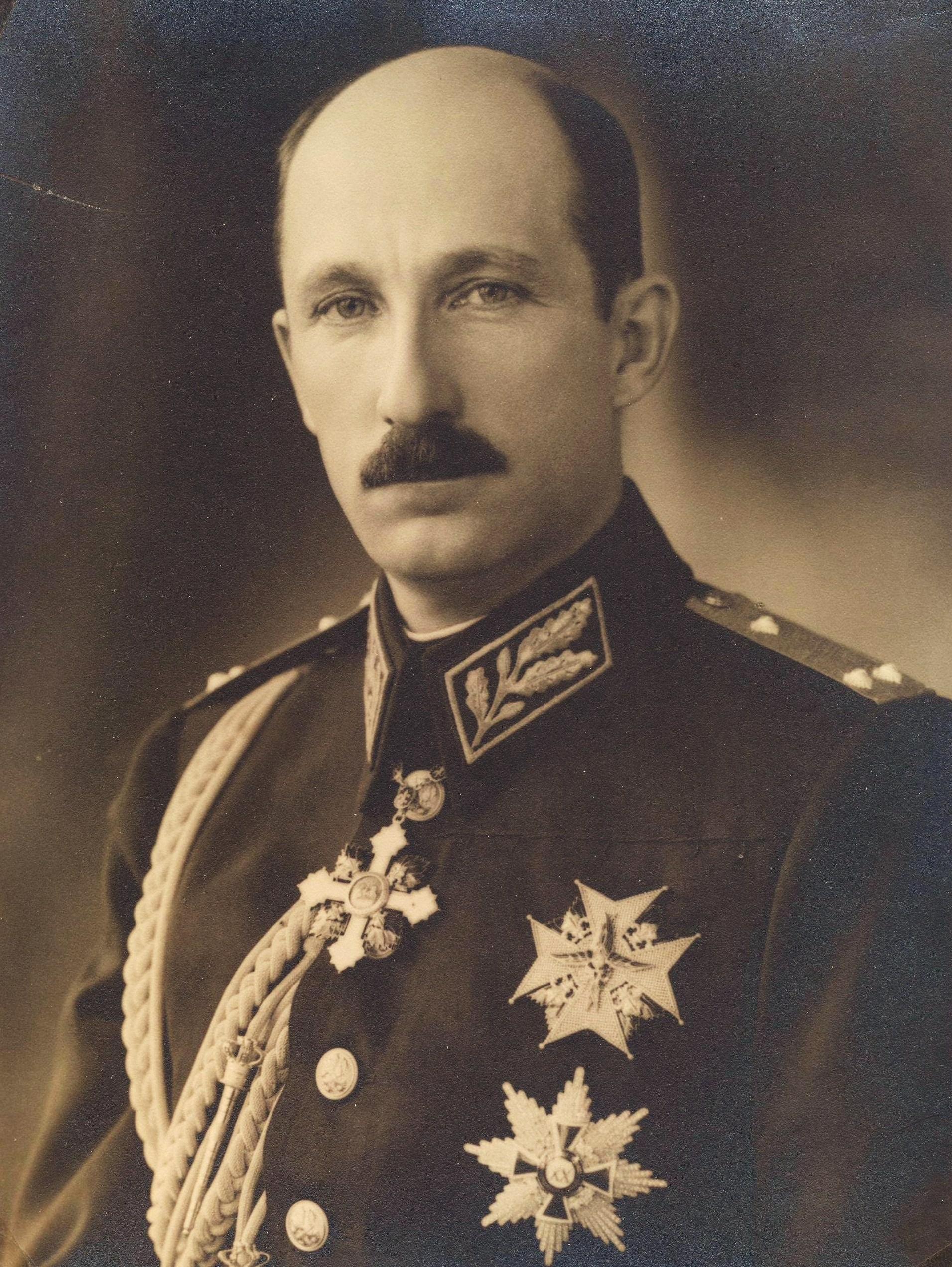
Boris III.
(1894–1943)

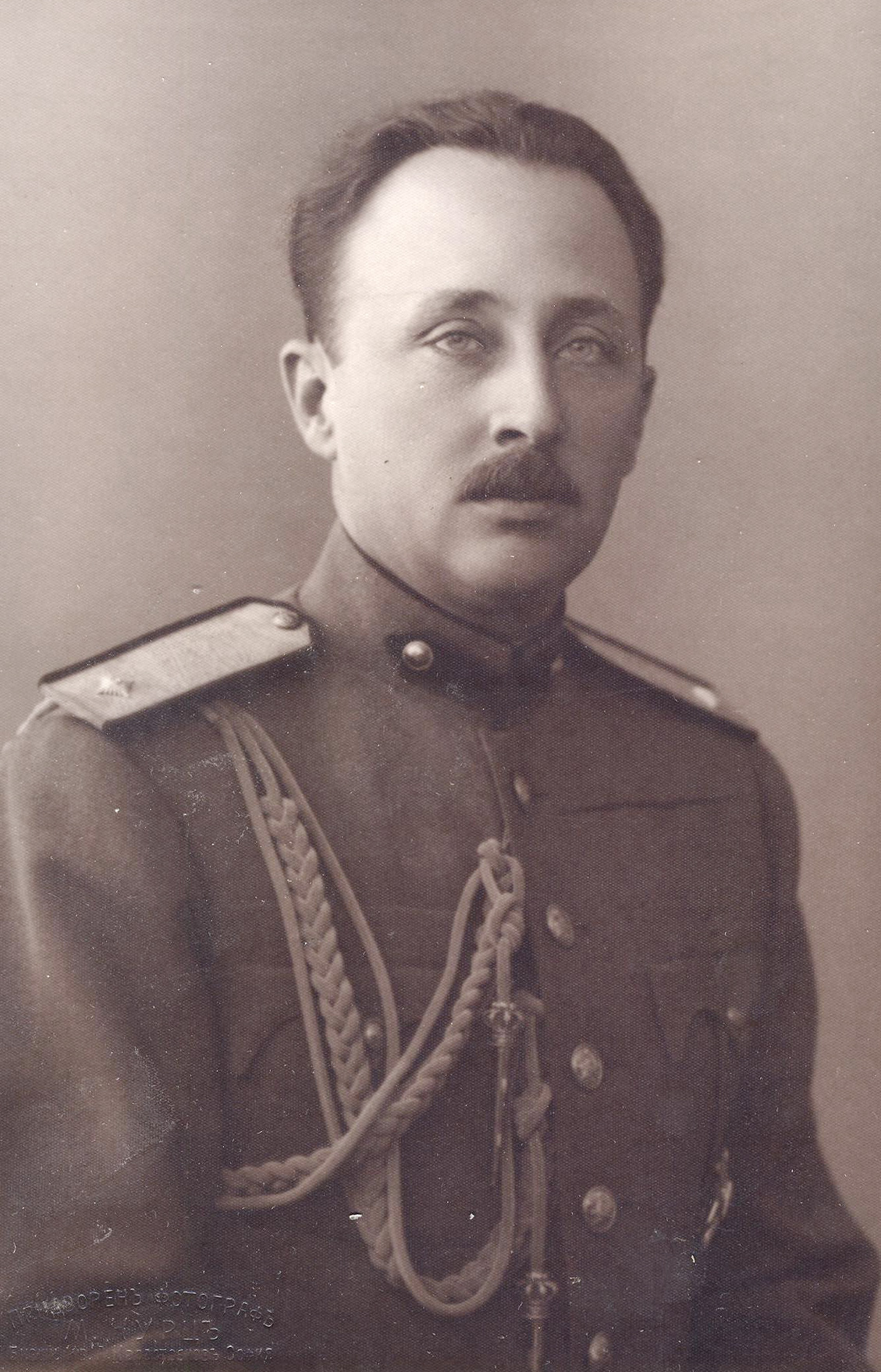
Kyrill
(1895–1945)

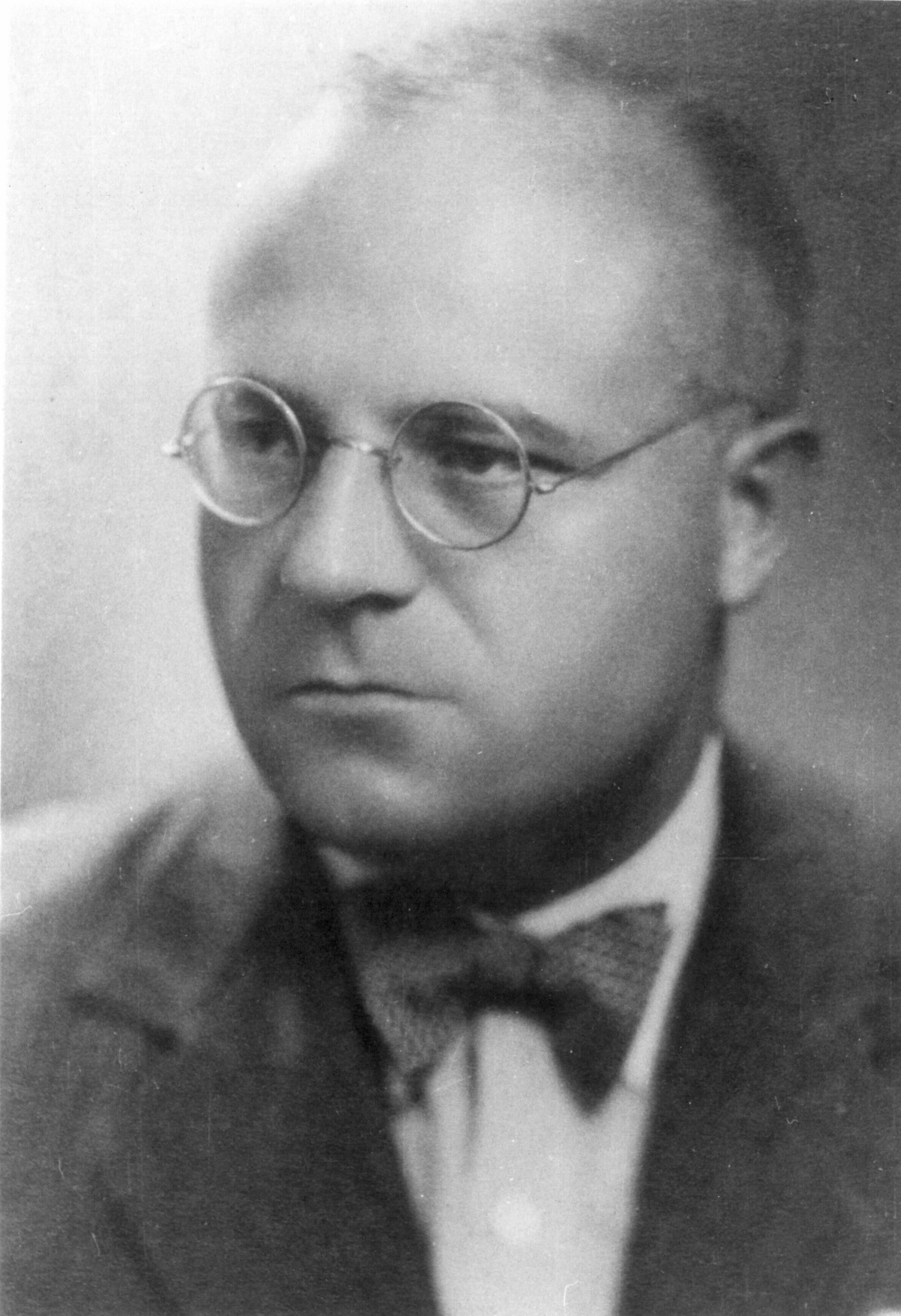
Iwan Stranski
(1897–1979)

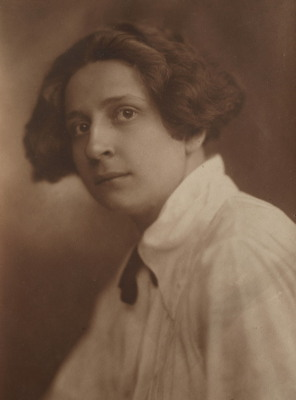
Wiktorija Angelowa-Winarowa
(1902–1947)

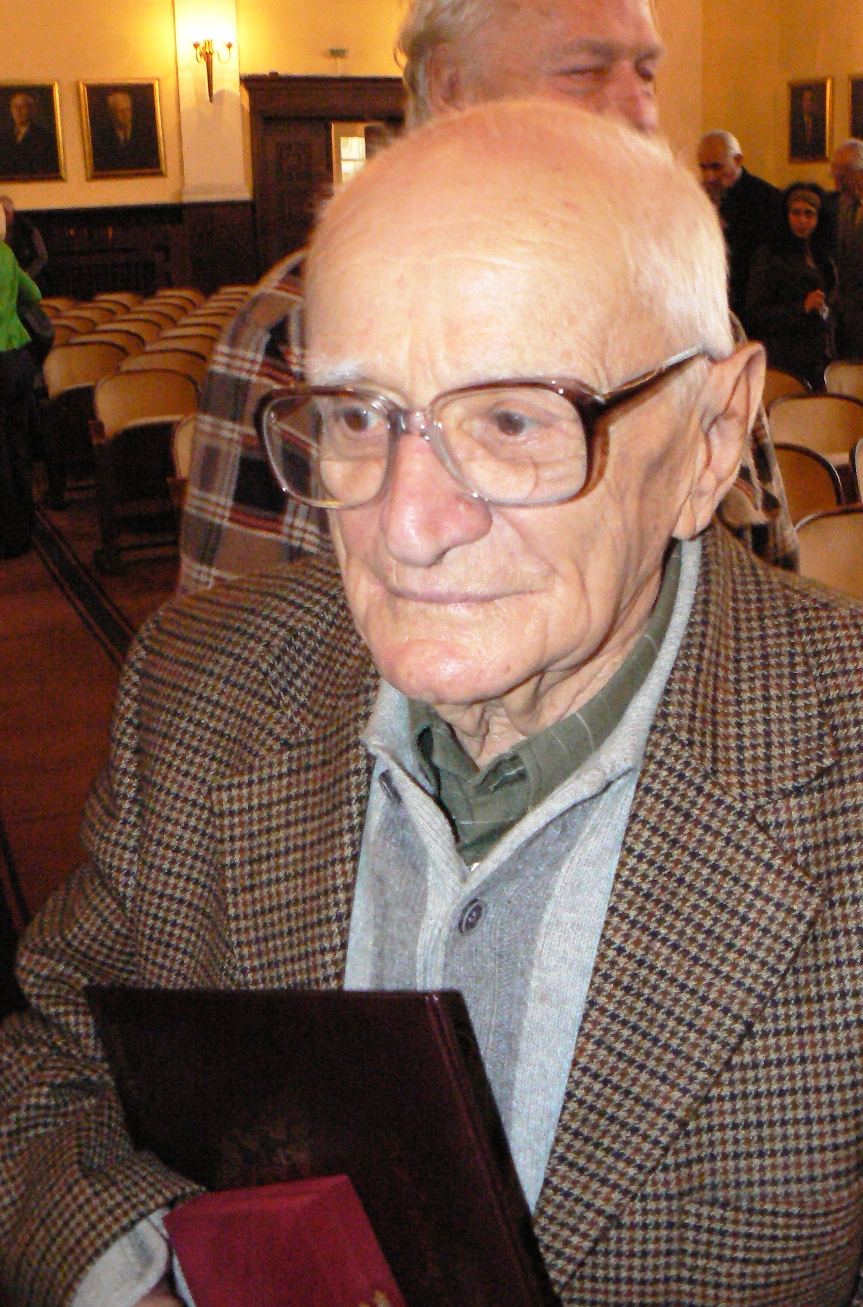
Waleri Petrow
(1920–2014)

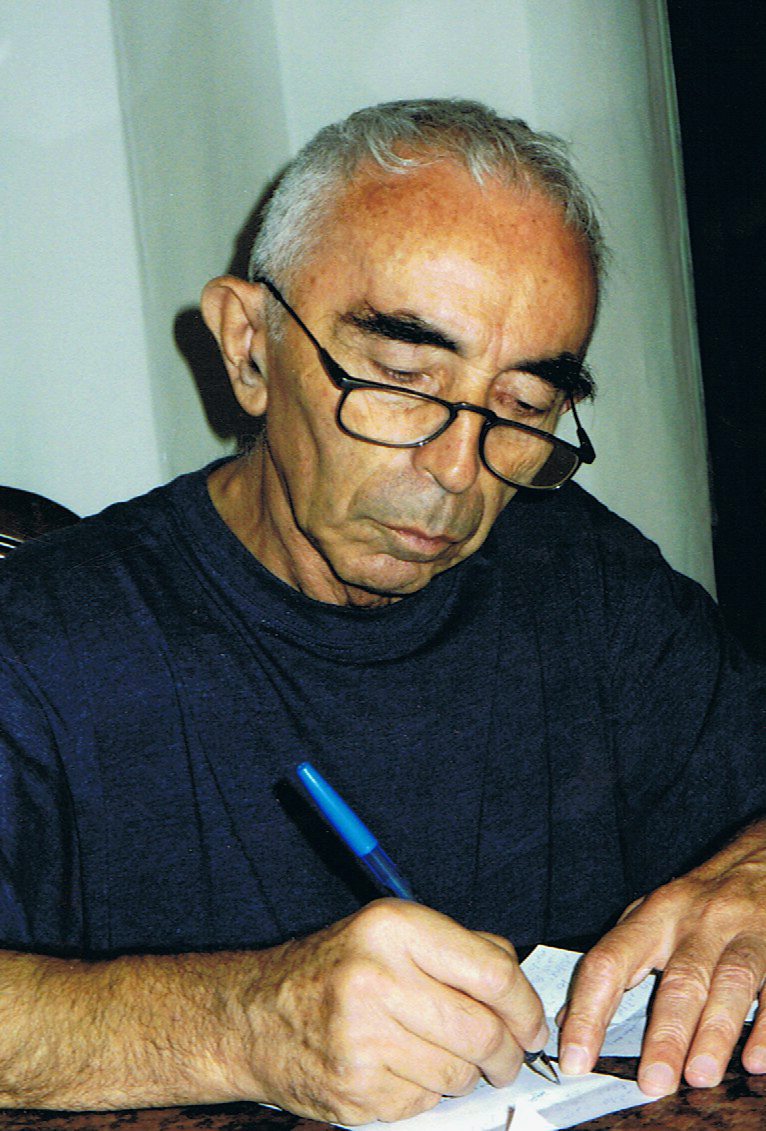
Shlomo Kalo
(1928–2014)

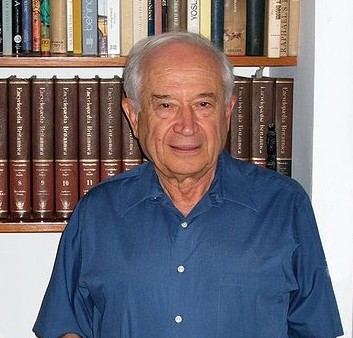
Raphael Mechoulam
(1930–2023)

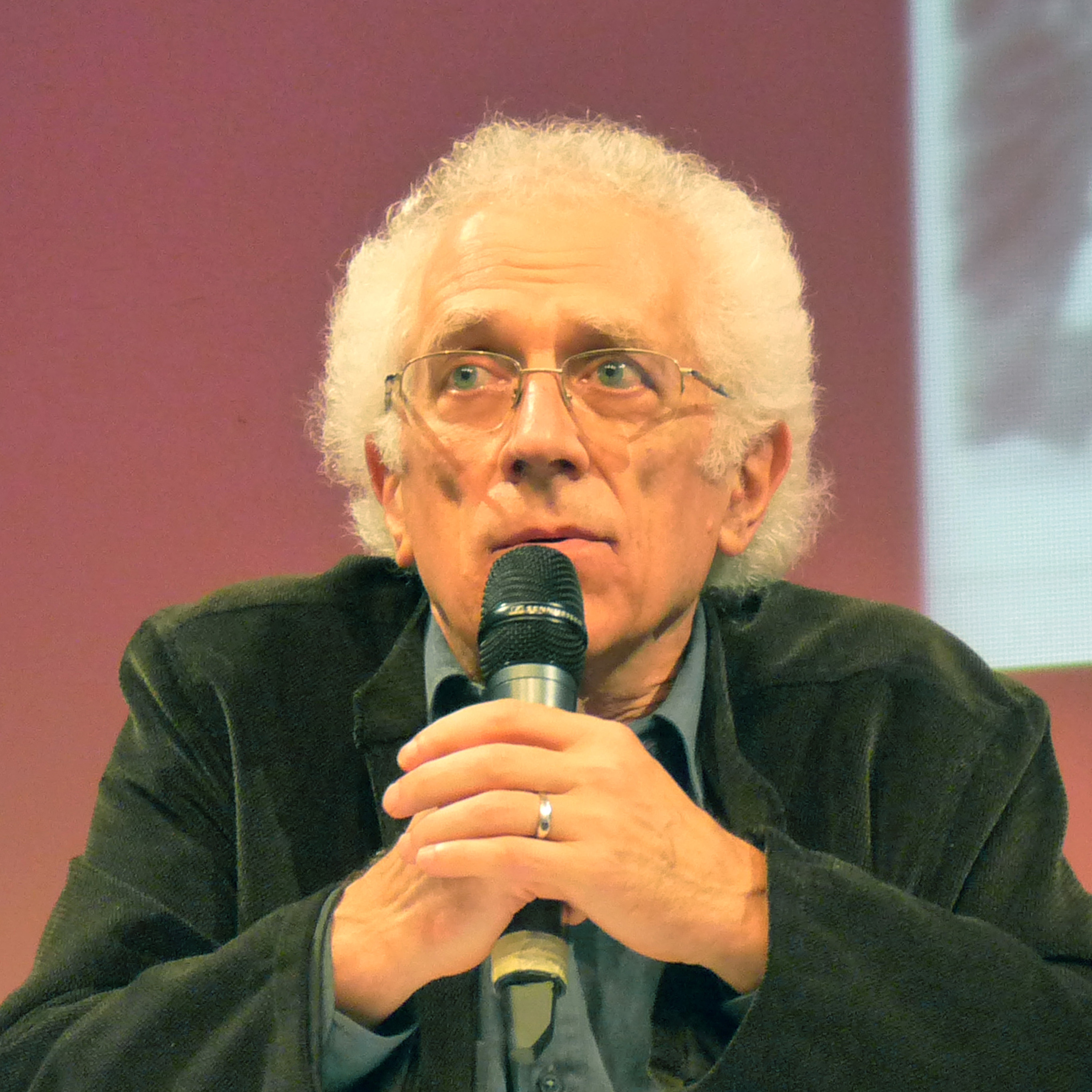
Tzvetan Todorov
(1939–2017)

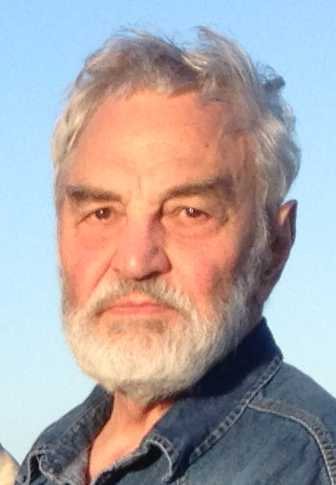
Wenzeslaw Konstantinow
(1940–2019)

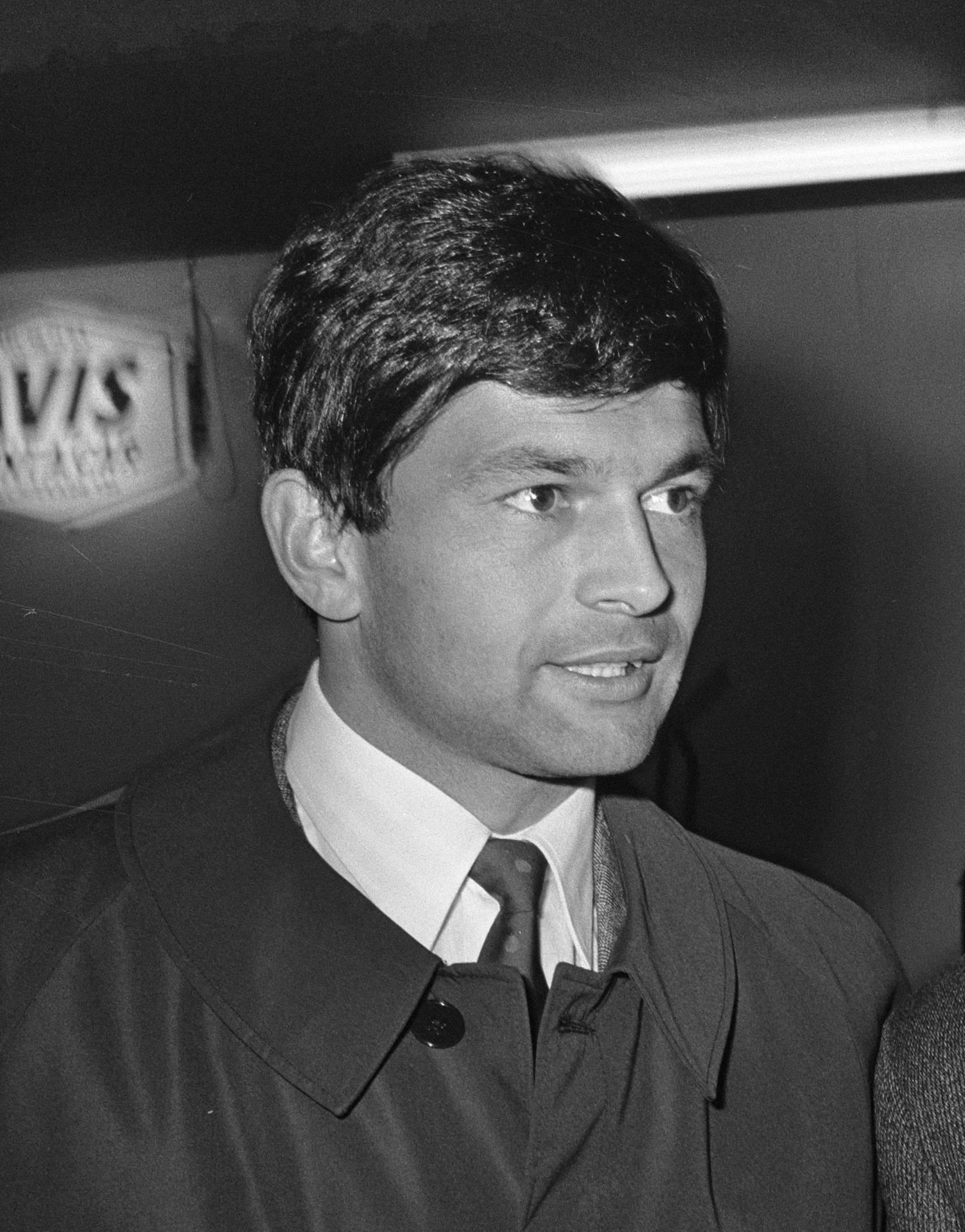
Georgi Asparuchow
(1943–1971)

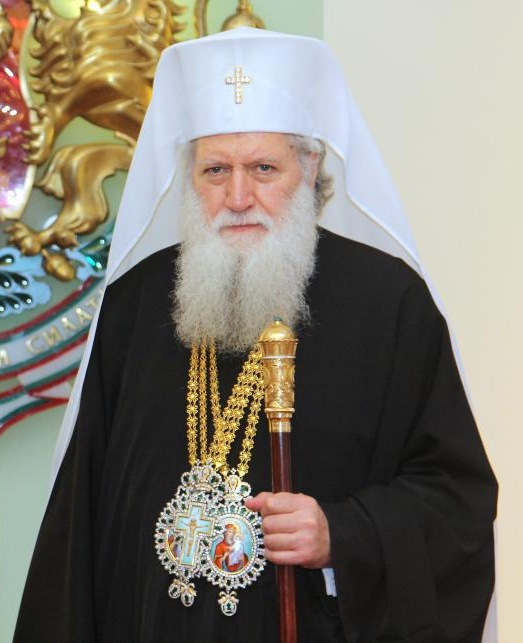
Neofit
(1945–2024)

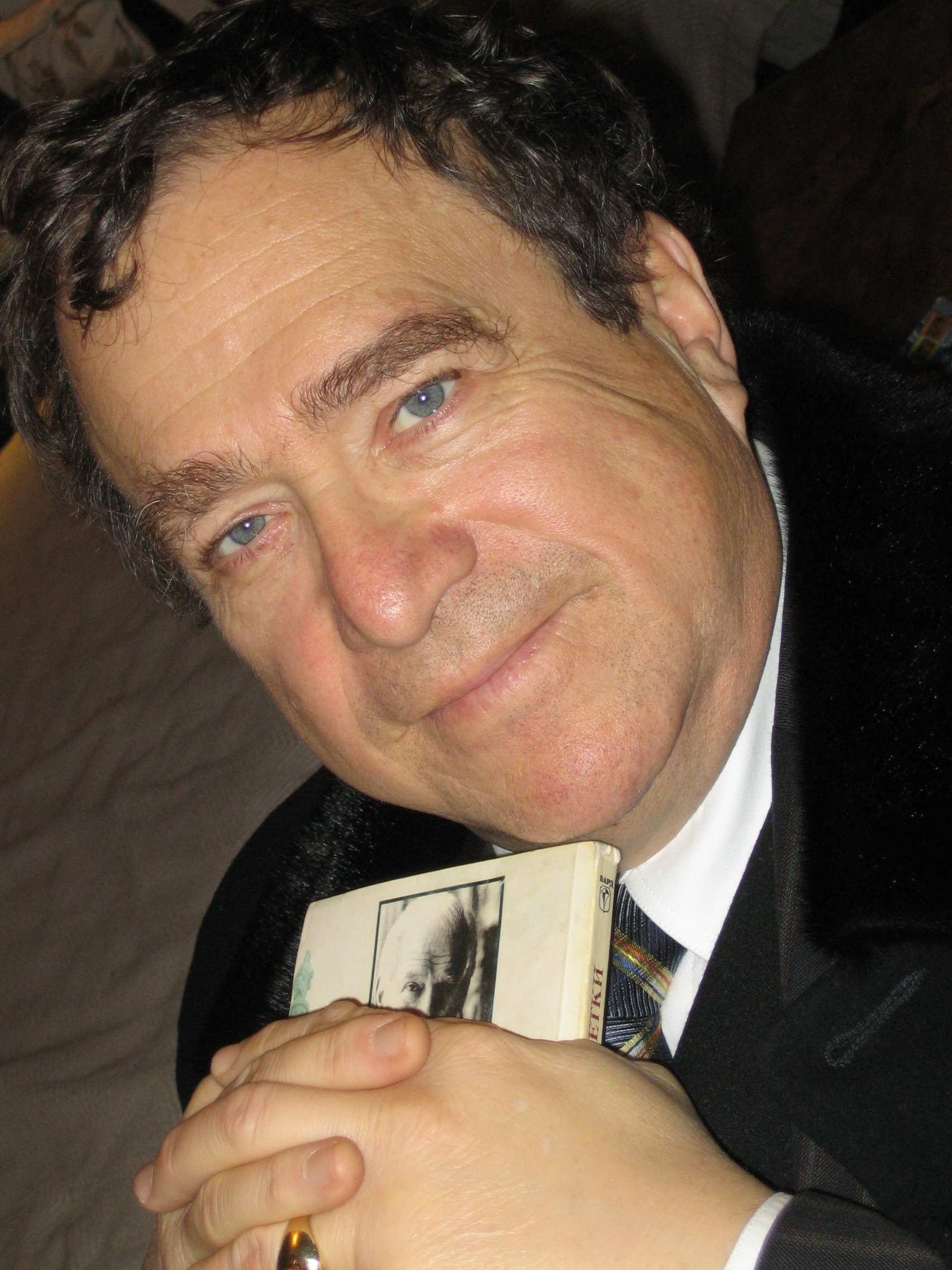
Wladimir Damgow
(1947–2006)

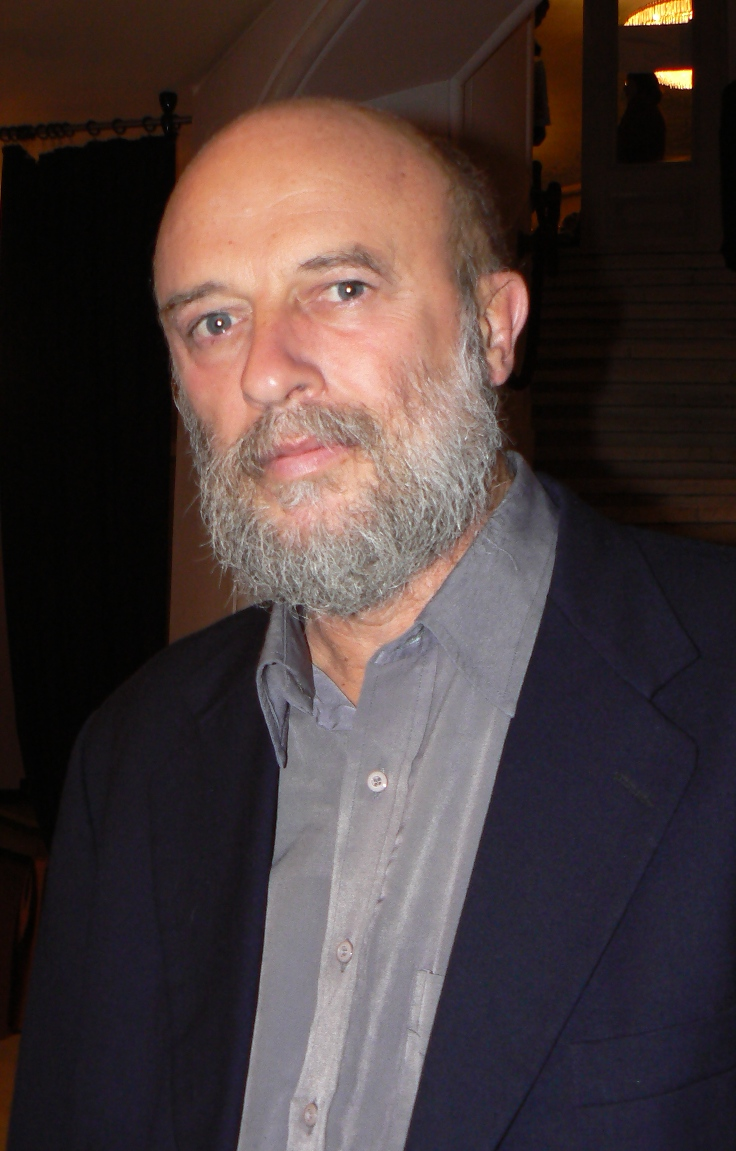
Edwin Sugarew
(* 1953)

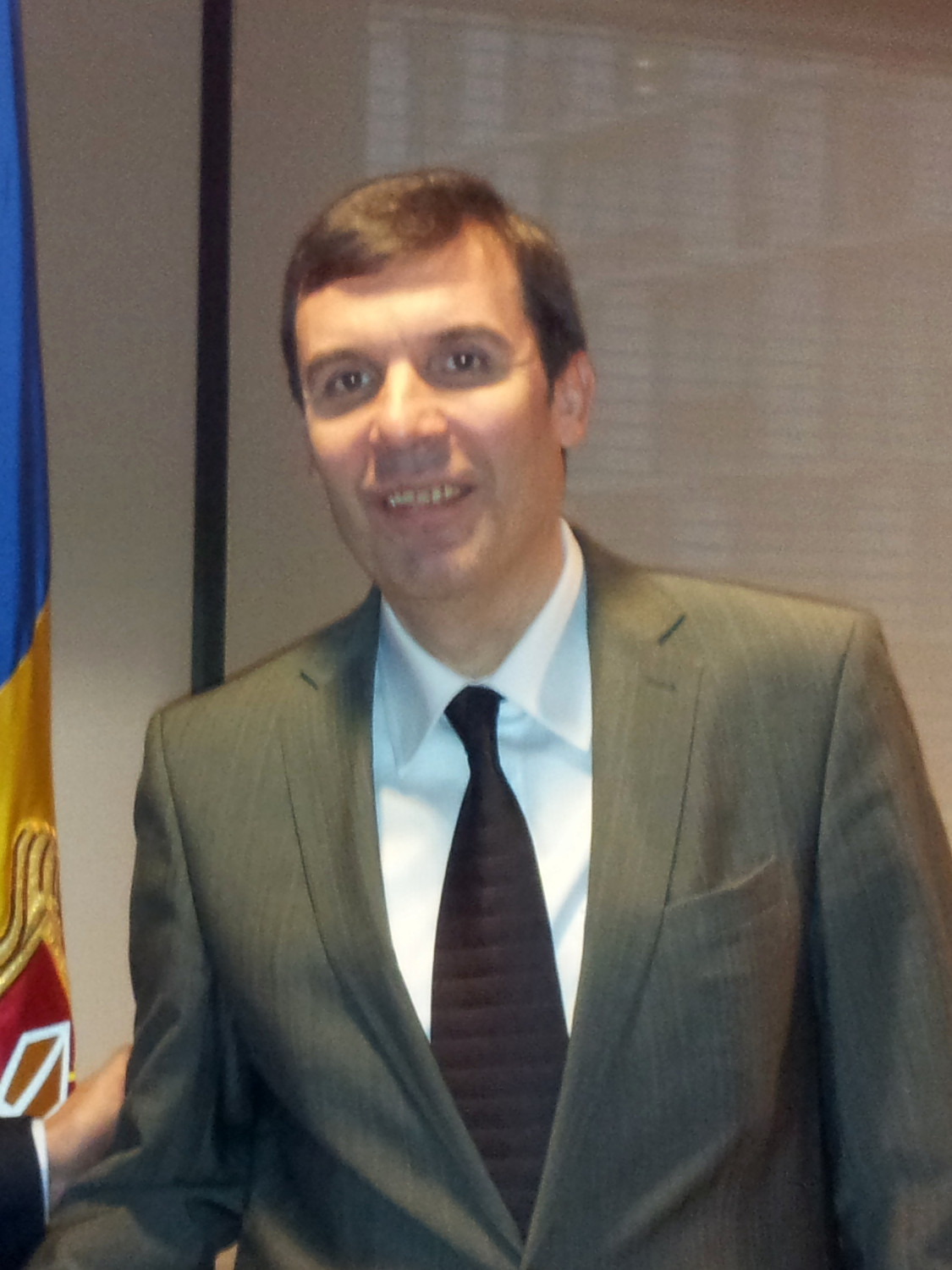
Silvio Danailow
(* 1961)

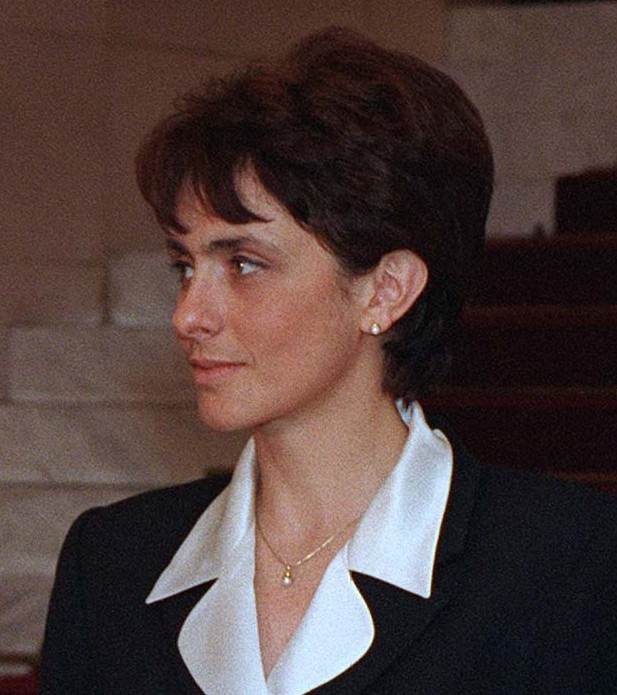
Nadeschda Nejnski
(* 1962)

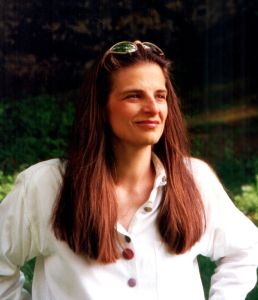
Tzveta Sofronieva
(* 1963)

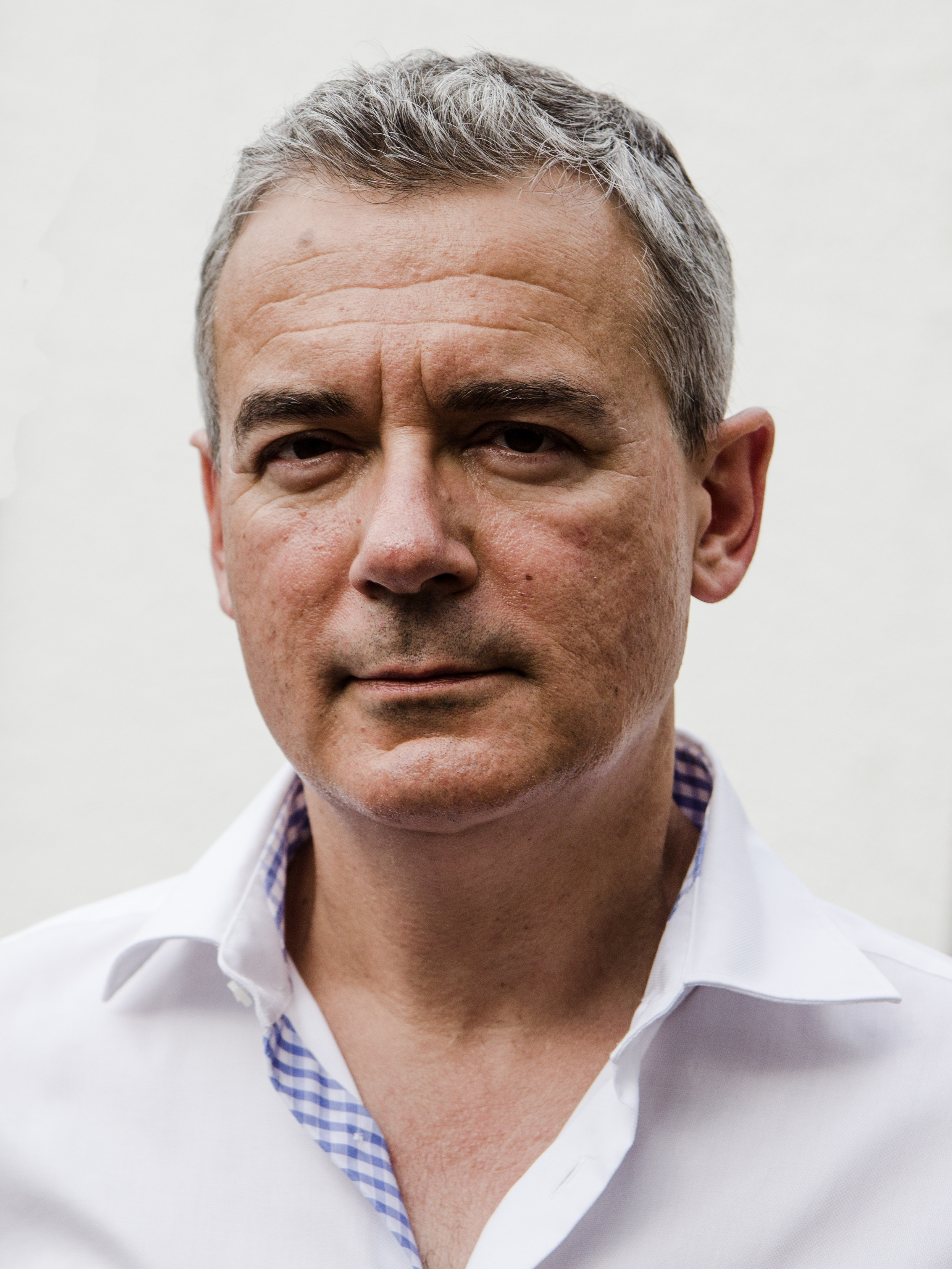
Ilija Trojanow
(* 1965)

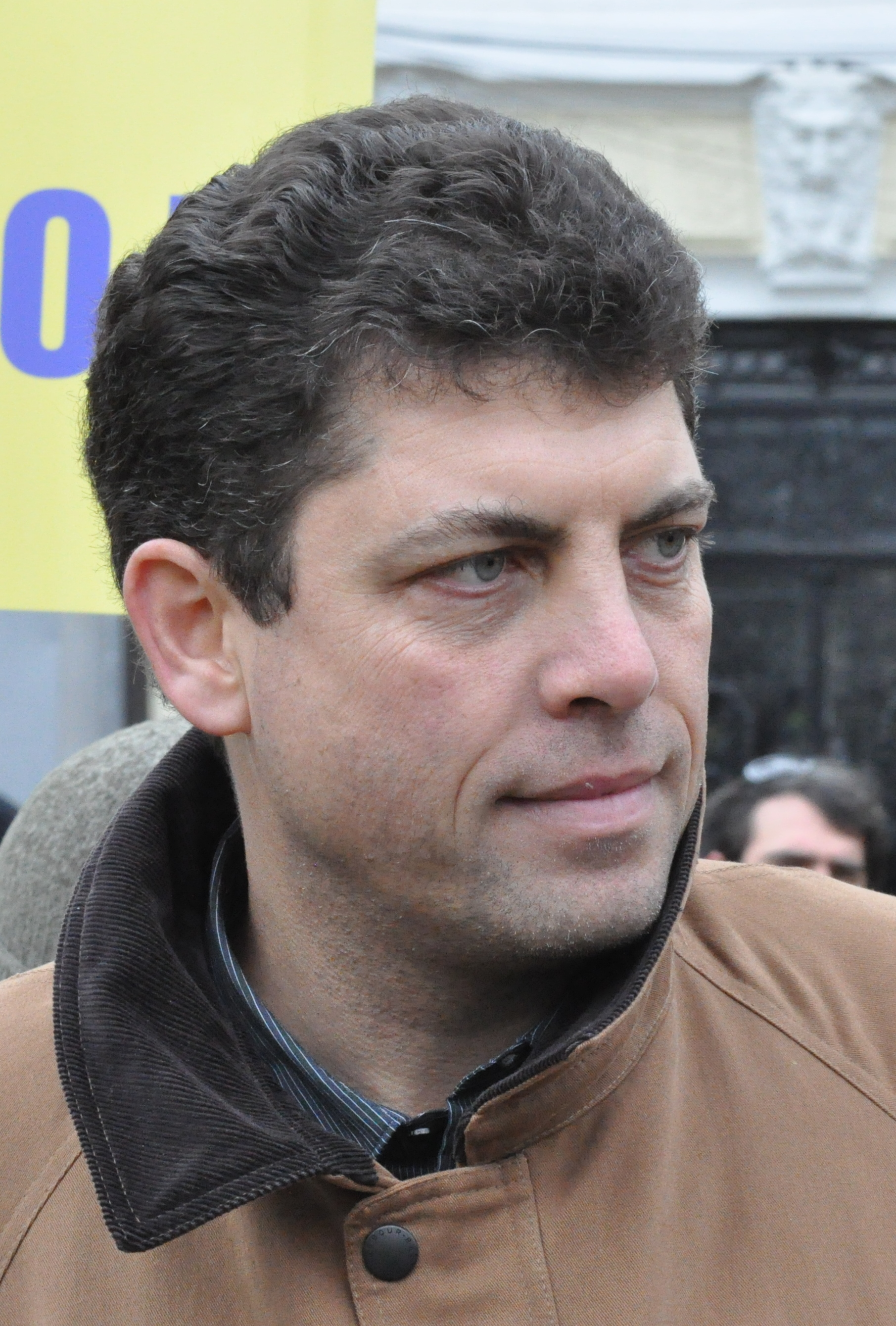
Milen Weltschew
(* 1966)

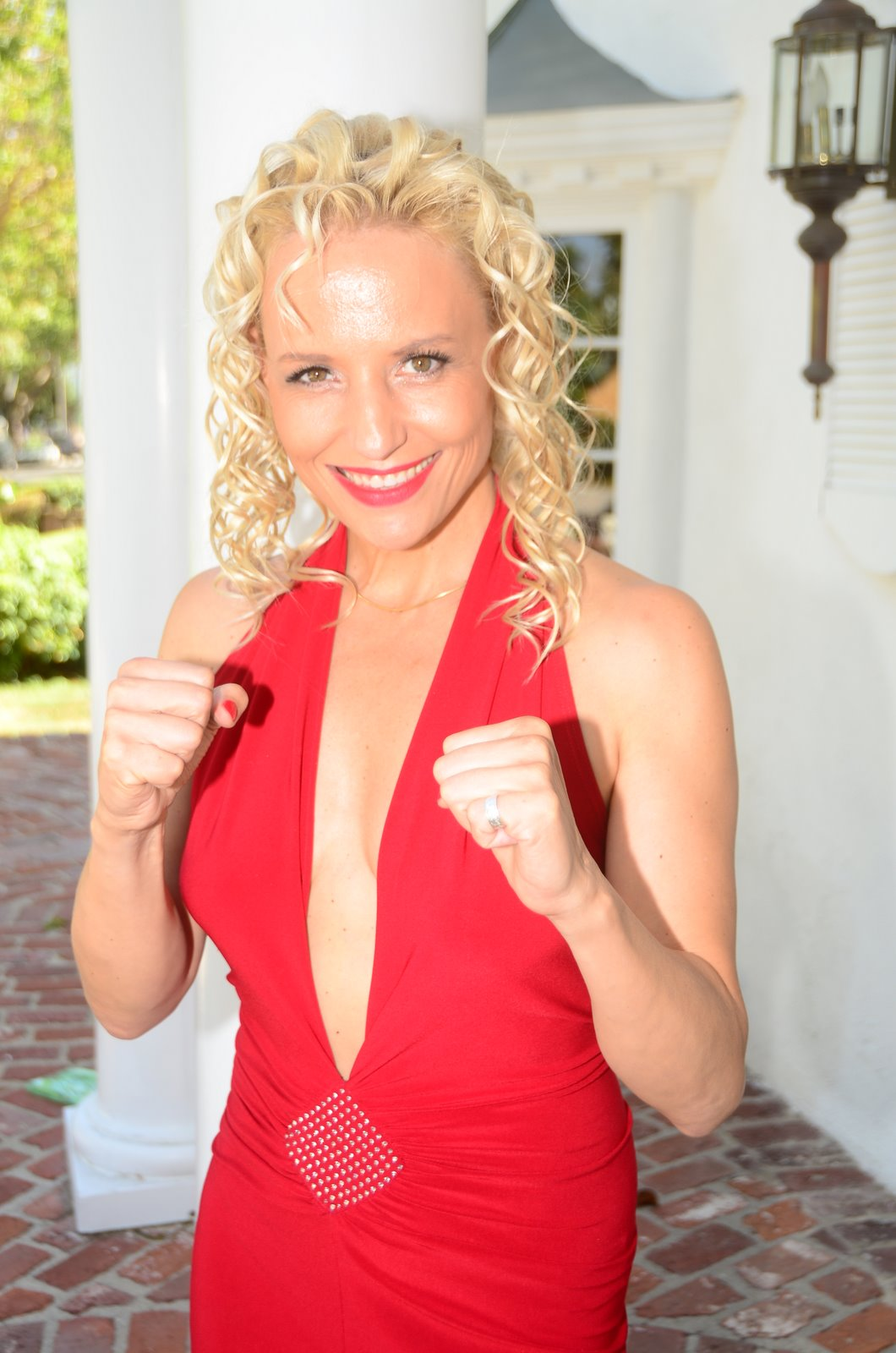
Daisy Lang
(* 1972)

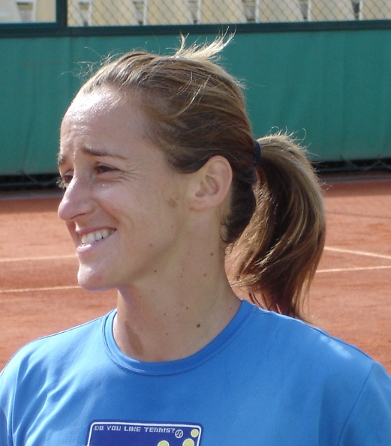
Magdalena Maleewa
(* 1975)

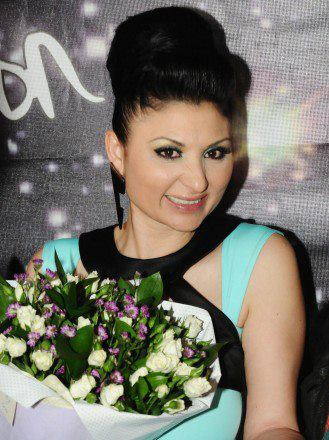
Sofi Marinowa
(* 1975)

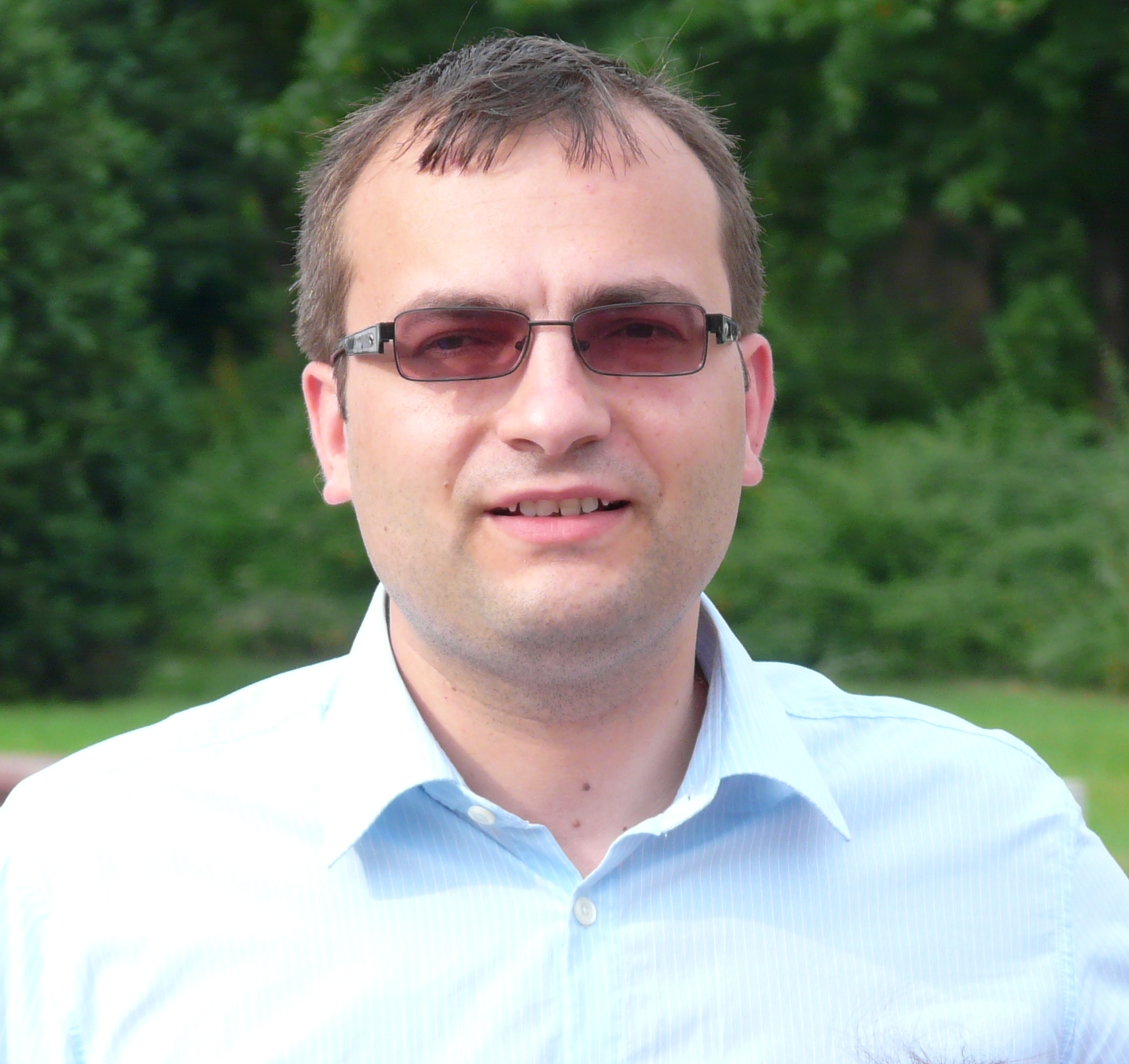
Martin Dimitrow
(* 1977)

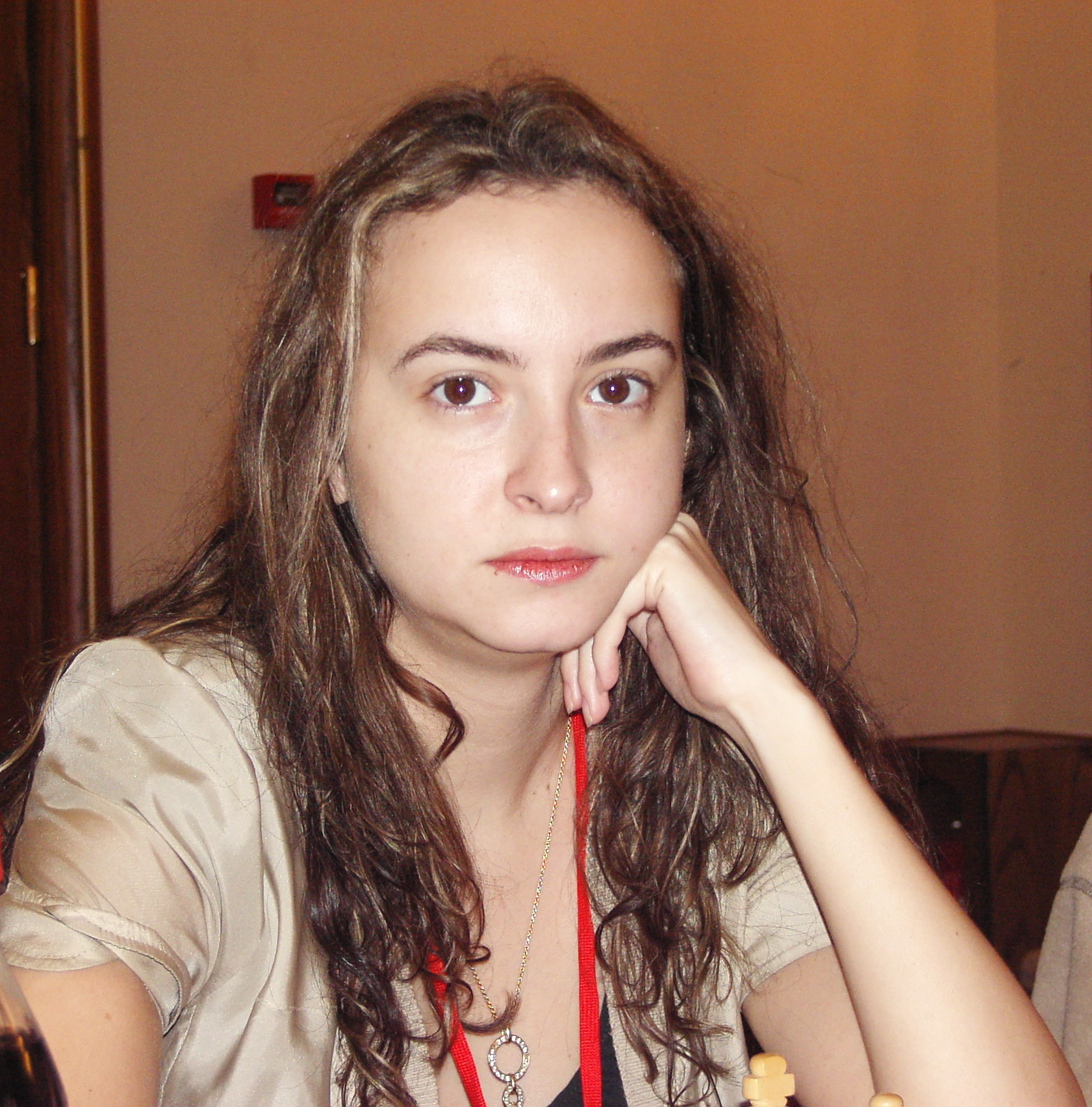
Antoaneta Stefanowa
(* 1979)

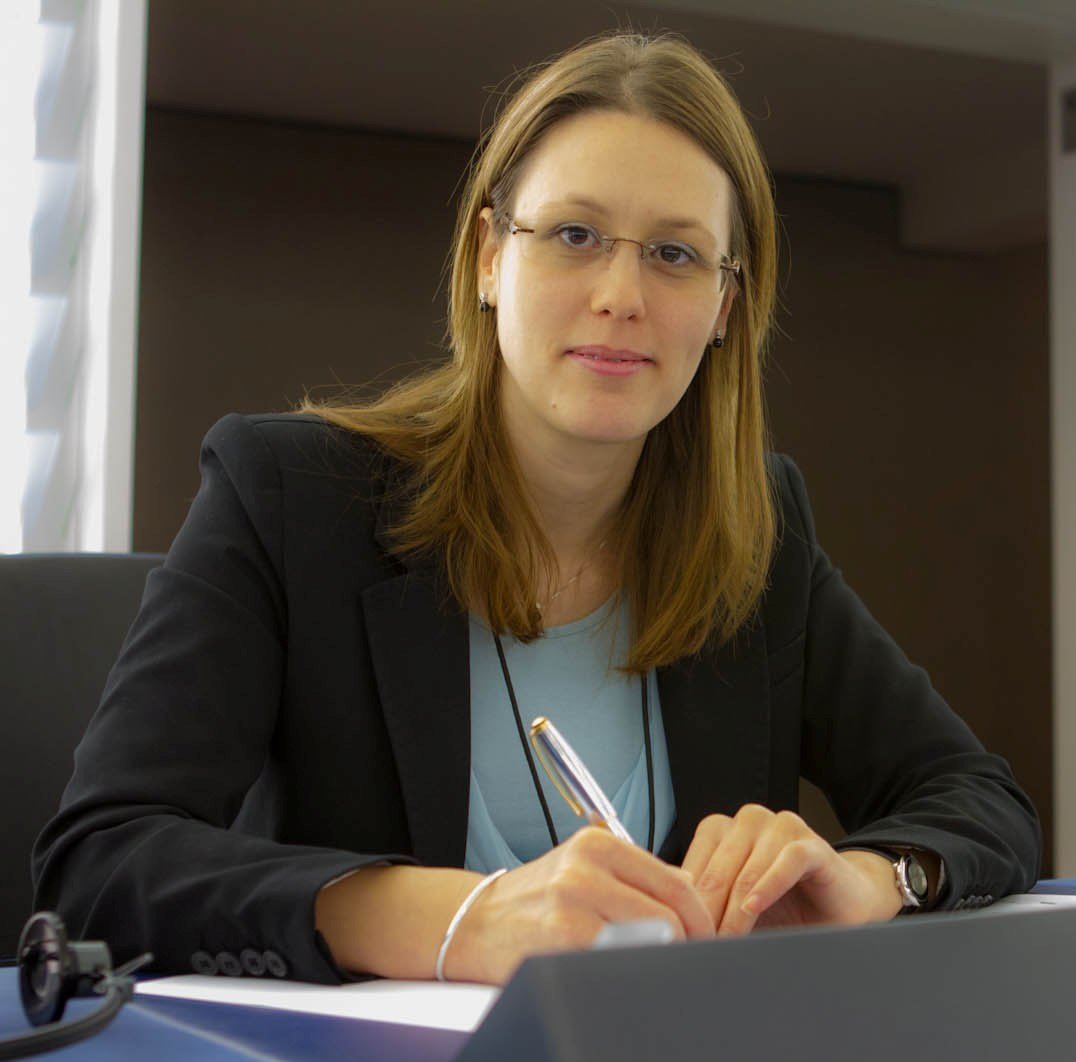
Monika Panajotowa
(* 1983)

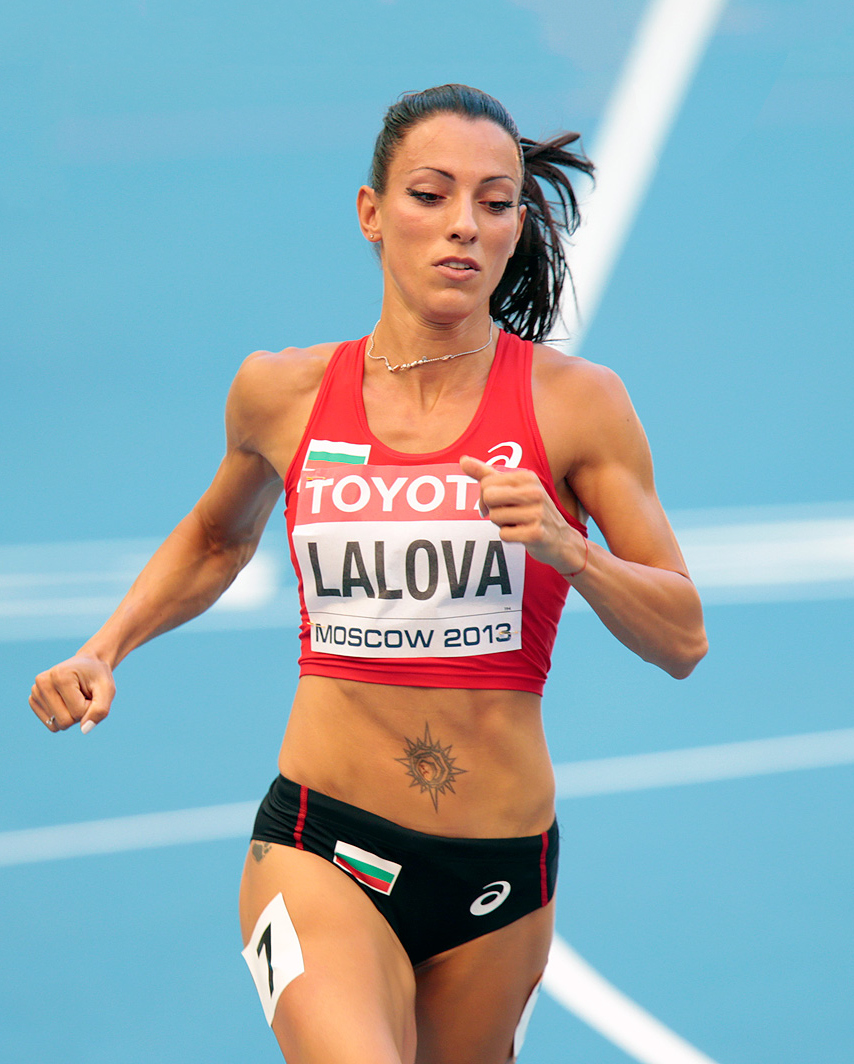
Iwet Lalowa
(* 1984)

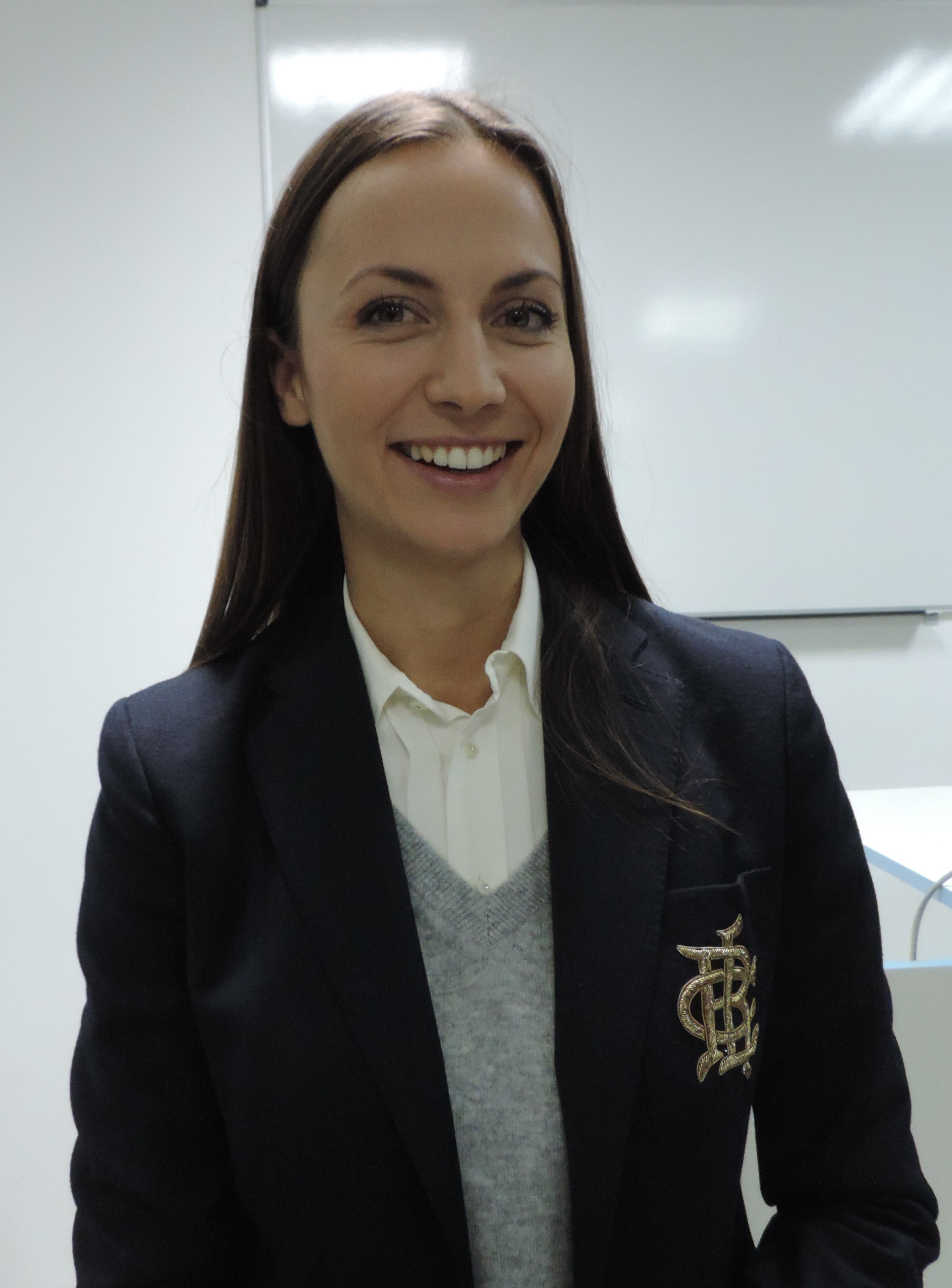
Ewa Paunowa
(* 1986)

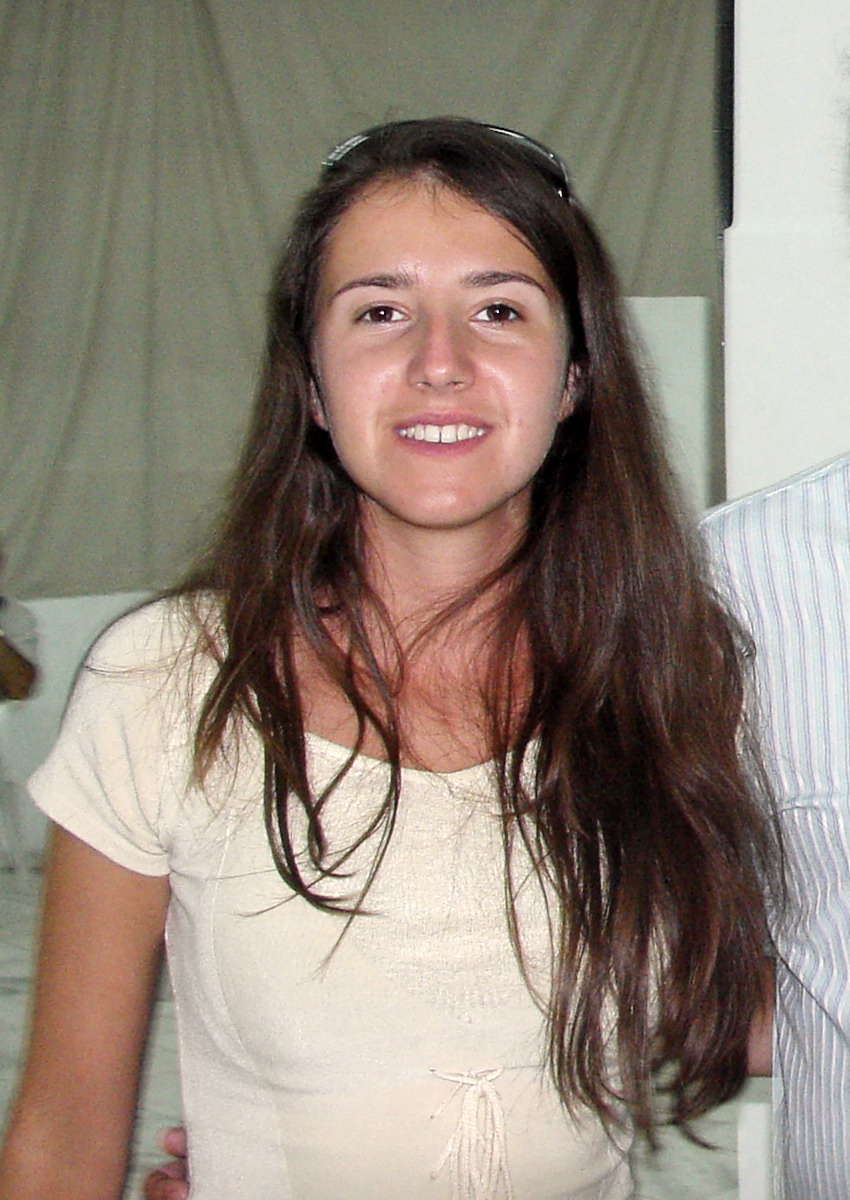
Iwa Widenowa-Kuljašević
(* 1987)

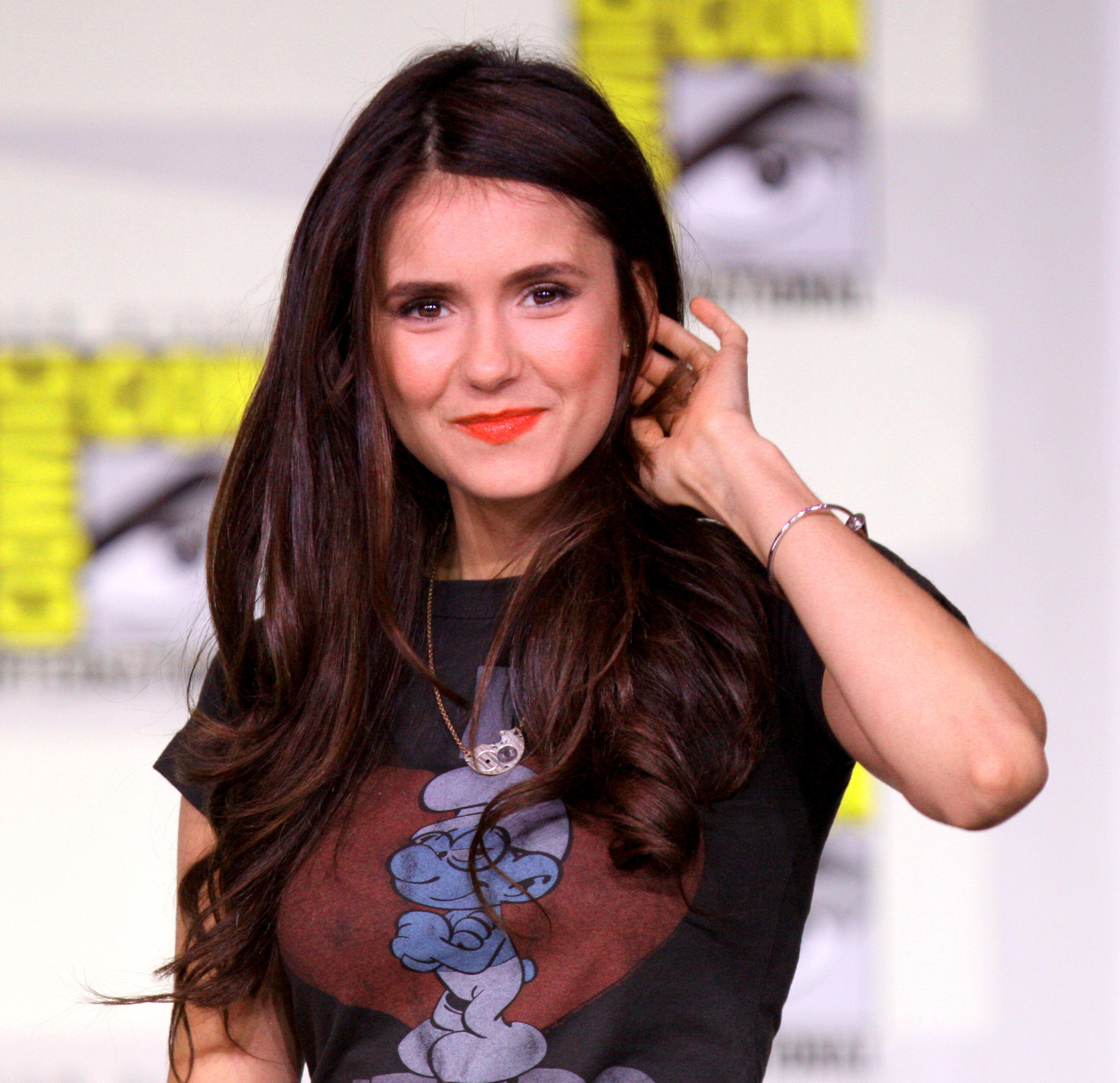
Nina Dobrev
(* 1989)

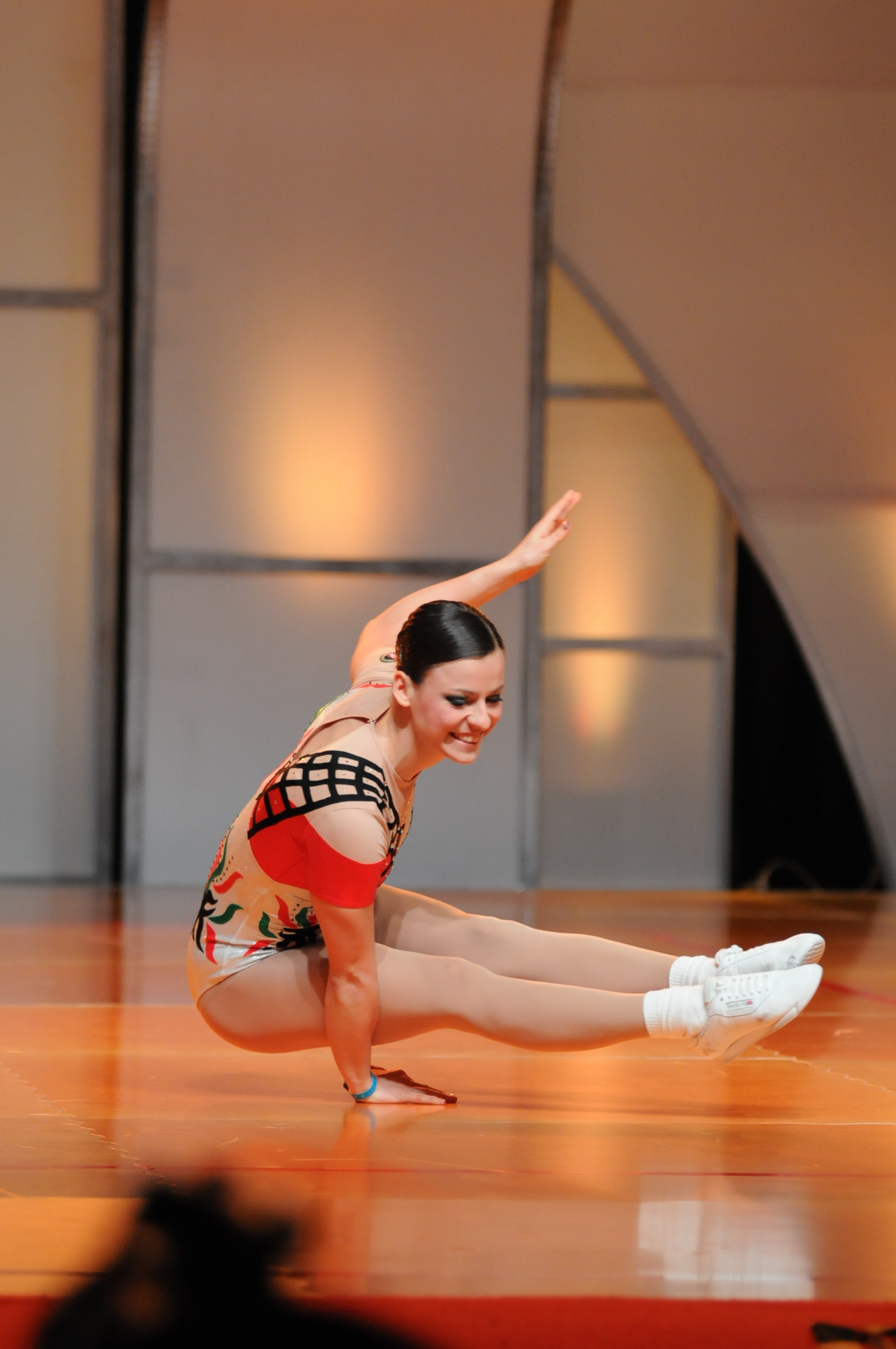
Lubov Gazov
(* 1989)

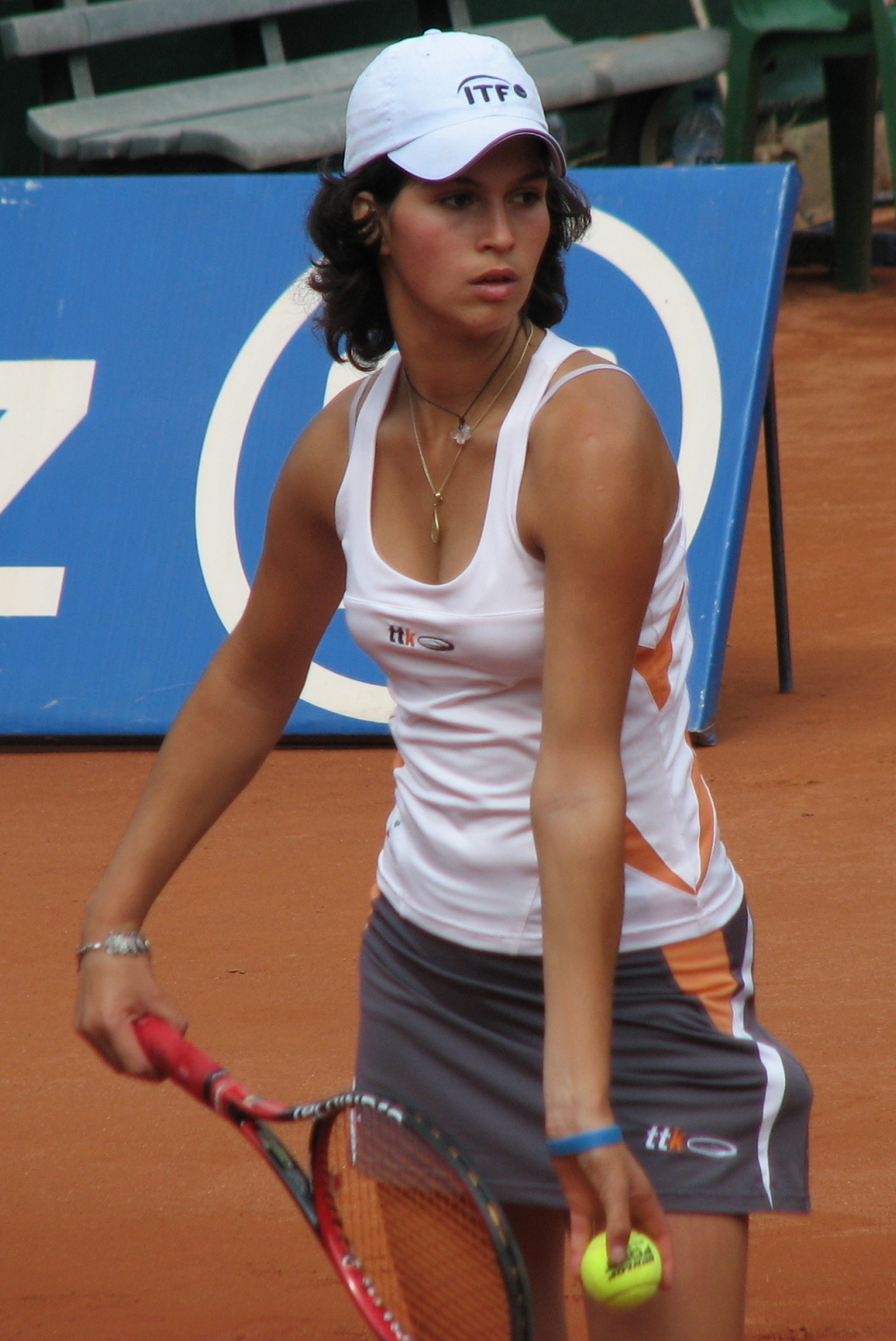
Isabella Schinikowa
(* 1991)

### Bis 1900
- Manoliki Taschew (1835–1878), Kaufmann, Politiker und 1878 erster Bürgermeister von Sofia
- Christo Stojanow (1842–1895), Jurist und Politiker
- Shmuel Levi (1884–1966), Maler
- Ferdinand Bruckner (1891–1958), eigentlich Theodor Tagger, Schriftsteller und Theaterleiter
- Baruch Konfino (1891–1982), Augenarzt und Zionist
- Petko Petkow (1891–1924), Politiker
- Wladimir Stojtschew (1892–1990), Generalmajor, Diplomat und Mitglied des Internationalen Olympischen Komitees
- Elisaweta Bagrjana (1893–1991), Lyrikerin
- Nikola Petkow (1893–1947), Politiker
- Boris III. (1894–1943), Zar
- Kyrill von Bulgarien (1895–1945), Prinzregent
- Trajtscho Kostow (1897–1949), Politiker
- Iwan Stranski (1897–1979), Physikochemiker
- Veselin Beševliev (1900–1992), Philologe

### 1901–1920
- Wiktorija Angelowa-Winarowa (1902–1947), bulgarische Architektin
- Jacques Natan (1902–1974), Ökonom und Wirtschaftshistoriker
- Mary Meerson (1902–1993), Balletttänzerin, Model und Archivarin der Cinémathèque française
- Lubo D’Orio (1904–1983), Musiker und Orchesterleiter
- Germana Focke-Genowa (1905–1992), Architektin, Innenarchitektin, Möbeldesignerin und Fachautorin
- Paraskewa Gantschewa (* 1905 oder 1906), bulgarische Architektin
- Dimitar Fingow (1906–1983), bulgarisch-deutscher Architekt
- Wladimir Awramow (1909–2007), Geiger und Musikpädagoge
- Paraschkew Chadschiew (1912–1992), Komponist
- Ljubomir Romansky (1912–1989), Dirigent
- Stojko Stojkow (1912–1969), Linguist
- Susanne Miller (1915–2008), deutsche Historikerin
- Iwan Baschew (1916–1971), Politiker
- Iwan Wenedikow (1916–1997), Archäologe, Historiker und Thrakologe
- Eugen Philippow (1917–1991), Ingenieur und Hochschullehrer
- Petar Christoskow (1917–2006), Komponist, Geiger und Musikpädagoge
- Maria Corelli (1920–2007), Opernsängerin (Sopran, Kammersängerin der Staatsoper Berlin)
- Leda Mileva (1920–2013), Schriftstellerin und Diplomatin
- Waleri Petrow (1920–2014), Schriftsteller und Übersetzer

### 1921–1930
- Stojanka Mutafowa (1922–2019), Theater- und Filmschauspielerin
- Peter Zazoff (1922–2011), deutscher Klassischer Archäologe bulgarischer Herkunft
- Juri Bukow (1923–2006), Pianist
- Peter Stupel (1923–1997), Komponist
- Boris Karlow (1924–1964), Akkordeonspieler
- Ljuben Berow (1925–2006), Wirtschaftswissenschaftler, Politiker und Ministerpräsident
- André Boucourechliev (1925–1997), Komponist und Musikschriftsteller
- Atanas Nakowski (1925–2014), Schriftsteller
- Aleksandar Stalijski (1925–2004), Politiker
- Tania Velmans (1925–2022), französische Kunsthistorikerin und Byzantinistin bulgarischer Herkunft
- Georgi Losanow (1926–2012), Pädagoge und Psychologe
- Kiril Cibulka (1927–1997), Komponist
- Radka Donnell (1928–2013), Lyrikerin
- Shlomo Kalo (1928–2014), israelischer Schriftsteller
- Nora Nova (1928–2022), bulgarisch-deutsche Schlagersängerin
- Welisar Welkow (1928–1993), Archäologe und Historiker
- Bogdan Denitch (1929–2016), US-amerikanischer Soziologe
- Georgi Markow (1929–1978), Schriftsteller
- Alphonse Max (1929–2024), Schriftsteller
- Wera Mutaftschiewa (1929–2009), Schriftstellerin und Historikerin
- Alexis Weissenberg (1929–2012), Pianist
- Ljubomir Dimitrow (1930–2001), Schauspieler
- Raphael Mechoulam (1930–2023), israelischer Hochschullehrer
- Iwan Tatartschew (1930–2008), Rechtsanwalt

### 1931–1940
- Elka Bakalowa (* 1931), Kunsthistorikerin
- Stefan Marinow (1931–1997), Physiker
- Dimitar Owtscharow (1931–2013), Mittelalterarchäologe
- Valentin Argirov (* 1932), deutscher Arzt und Romanautor bulgarischer Herkunft
- Dimitar Kolew (* 1932), Radrennfahrer
- Kristina Böttrich-Merdjanowa (1933–2012), deutsch-bulgarische Grafikerin, Grafikdesignerin und Autorin
- Itzhak Fintzi (* 1933), Film- und Theaterschauspieler
- Alexandar Fol (1933–2006), Historiker und Thrakologe
- Marran Gosov (1933–2021), Filmemacher und Schriftsteller
- Stefan Abadschiew (1934–2024), Fußballspieler und -trainer
- Emilia N. Bayer (* 1934), deutsche Bildhauerin
- Anton Diakov (1934–2016), bulgarisch-schweizerischer Opern- und Konzertsänger
- Yizhak Sadai (1935–2019), israelischer Komponist, Musikpädagoge, Mitgründer der Renanim-Kunsthochschule und Professor für Komposition und Musiktheorie an der Universität Tel Aviv
- Georgi Danailow (1936–2017), Schriftsteller und Drehbuchautor
- Simeon Sakskoburggotski (* 1937), Zar und Ministerpräsident
- Michael Bar-Zohar (* 1938), israelischer Historiker, Politiker und Schriftsteller bulgarischer Herkunft
- Maria Dundakova (* 1939), multimedial schaffende Schweizer Künstlerin
- Mile Markowski (1939–1975), Schriftsteller
- Ljuben Stoew (1939–2016), Maler und Grafiker
- Zwetan Todorow (1939–2017), Soziologe
- Alexander Georgiew (1940–2012), bulgarisch-deutscher Maler
- Aleksandar Jossifow (1940–2016), Komponist klassischer Musik
- Alexander Klee (1940–2021), Maler, Grafiker und Kunstsammler
- Wenzeslaw Konstantinow (1940–2019), Schriftsteller und Übersetzer
- Iwan Slawkow (1940–2011), Sportfunktionär und Vorsitzender des bulgarischen Olympiakomitees und des bulgarischen Fußballverbandes

### 1941–1950
- Konstanza Kavrakowa-Lorenz (1941–2005), später deutsche Bühnenbildnerin, Puppengestalterin und Hochschullehrerin

- Petar Krumow (* 1941), Ringer
- Peter Slawow (1941–2008), Jazz- und Rockmusiker
- Stanislaw Stratiew (1941–2000), Schriftsteller und Dramatiker
- Ljudmila Schiwkowa (1942–1981), Politikerin
- Ivan Shekov (* 1942), Komponist
- Božidara Turzonovová (* 1942), slowakische Schauspielerin und Synchronsprecherin
- Georgi Asparuchow (1943–1971), Fußballspieler
- Otto von Helversen (1943–2009), deutscher Biologe
- Liuba Kirova (* 1943), bulgarisch-schweizerische Malerin, Lithografin und Galeristin
- Simeon Schterew (1943–2020), Flötist
- Ljuben Spassow (1943–2023), Schachspieler
- Kiril Topalow (* 1943), Schriftsteller
- Angel Dimitrow (* 1945), Historiker und Diplomat
- Boschidar Grigorow (* 1945), Fußballspieler
- Neofit (1945–2024), orthodoxer Theologe, Bischof und seit 2013 Patriarch der Bulgarisch-Orthodoxen Kirche
- Petar Pankow (* 1945), Skilangläufer
- Walentin Aleksandrow (1946–2008), Politiker
- Pascha Christowa (1946–1971), Schlager- und Chansonsängerin
- Iwanka Grybtschewa (1946–2013), Filmregisseurin
- Neva Krasteva (* 1946), Organistin, Komponistin, Musikwissenschaftlerin und Hochschullehrerin
- Nikolai Nikolow-Zikow (* 1946), Maler
- Christo Projkow (* 1946), Bischof
- Wladimir Damgow (1947–2006), Physiker, Mathematiker, Gewerkschaftsführer und Parlamentarier
- Bisser Schinew (1947–2009), Theaterregisseur
- Angel Angelow (* 1948), Boxer
- Alexandra Müller-Jontschewa (* 1948), deutsch-bulgarische Malerin und Grafikerin
- Mario Stantchev (1948–2023), Jazzmusiker
- Andrey Todorov (1948–2012), Mathematiker
- Julia Tsenova (1948–2010), Komponistin, Pianistin und Musikpädagogin
- Ewgeni Ermenkow (* 1949), Schachspieler
- Iwan Kostow (* 1949), Politiker
- Viktor Paskow (1949–2009), Schriftsteller und Musiker
- Boschidar Spassow (* 1949), Komponist und Geiger
- Maria Todorova (* 1949), Historikerin, Balkanologin und Orientalistin
- Tania Botewa-Malo (* 1950), Schriftstellerin

### 1951–1960
- Aleksandar Boschkow (1951–2009), Politiker
- Atanas Paparisow (* 1951), bulgarischer Politiker, Minister und Diplomat
- Magarditsch A. Hatschikjan (* 1951), deutscher Historiker armenischer Herkunft
- Stefan Sofijanski (* 1951), Politiker
- Ljubomir Widenow (* 1951), Bariton
- Irina Bokowa (* 1952), Politikerin
- Vera Ilieva (1952–2018), Mezzosopranistin
- Stojan Stalew (* 1952), Jurist und Diplomat
- Kristalina Georgiewa (* 1953), Politikerin
- Iwan Iltschew (* 1953), Historiker
- Georgi Rajkow (1953–2006), Ringer
- Edwin Sugarew (* 1953), Schriftsteller, Literaturkritiker und Politiker
- Ekaterina Trendafilowa (* 1953), Rechtswissenschaftlerin
- Alexandar Tomow (* 1954), Politiker
- Filip Dimitrow (* 1955), Schriftsteller, Diplomat, Politiker und ehemaliger Ministerpräsident
- Wladimir Iwanow (1955–2020), Leichtathlet
- Irena Krastewa (* 1955), Medienunternehmerin
- Nikolina Schterewa (* 1955), Mittelstreckenläuferin
- Boiko Zwetanow (* 1955), Opernsänger
- Latschesar Prawtschew (* 1956), Opernsänger
- Konstantin Dimitrow (* 1957), Politiker
- Meglena Kunewa (* 1957), Politikerin
- Iskra Michailowa (* 1957), Politikerin
- Iwan Tanew (* 1957), Hammerwerfer
- Tomislav Nedelkovic Baynov (* 1958), Pianist, Komponist und Hochschullehrer
- Walentin Rajtschew (* 1958), Ringer
- Mara Mattuschka (* 1959), österreichische Filmregisseurin und Performance-Künstlerin
- Emil Tschuprenski (1960–2025), Boxer
- Dejan Enew (* 1960), Schriftsteller
- Anna-Maria Ravnopolska-Dean (* 1960), Harfenistin, Komponistin und Musikwissenschaftlerin
- Petar Stoimenow (* 1960), Boxer
- Ophelia Vilarova (* 1960), Tänzerin und Choreographin

### 1961–1970
- Silvio Danailow (* 1961), Schachspieler
- Krassimir Gergow (* 1961), Unternehmer
- Emil Iwanow (* 1962), Ringer
- Romelia Lichtenstein (* 1962), deutsche Opern-, Operetten-, Oratorien-, Lied- und Konzertsängerin (Sopran)
- Nadeschda Michajlowa (* 1962), Politikerin
- Nikola Parov (* 1962), Folk- und Weltmusiker
- Dimitar Glawtschew (* 1963), Politiker
- Borislaw Michajlow (* 1963), Fußballtorhüter
- Tzveta Sofronieva (* 1963), Dichterin, Essayistin und Prosaautorin
- Nikolaj Iliew (* 1964), Fußballspieler
- Elena Jontschewa (* 1964), Journalistin und Politikerin
- Ilijana Jotowa (* 1964), Politikerin
- Plamen Jurukow (* 1964), Politiker
- Iwajlo Kalfin (* 1964), Politiker
- Christo Schopow (* 1964), Filmschauspieler
- Petar Sografow (* 1964), Skilangläufer
- Ray van Zeschau (* 1964), Musiker und Filmschaffender
- Antonio Ananiew (* 1965), Fußballspieler
- Slawtscho Binew (* 1965), Politiker
- Pawel Dotschew (* 1965), Fußballspieler
- Kiril Pawlikianow (* 1965), Byzantinist
- Ilija Trojanow (* 1965), deutscher Schriftsteller
- Zwetan Zwetanow (* 1965), Politiker
- Mariana Katzarova (* 1966), bulgarisch-britische Journalistin
- Louis C. Oberlander (* 1966), Komponist
- Ljuboslaw Penew (* 1966), Fußballspieler und -trainer
- Alek Popow (1966–2024), Schriftsteller
- Swilen Stefanow (* 1966), Kunsthistoriker, Künstler und Kurator
- Petko Walow (* 1966), bulgarisch-katholischer Geistlicher, Bischof der Eparchie Hl. Johannes XXIII. in Sofia
- Milen Weltschew (* 1966), Finanzfachmann, Politiker und ehemaliger Finanzminister
- Galab Donew (* 1967), Politiker
- Emil Kostadinow (* 1967), Fußballspieler
- Andrej Kowatschew (* 1967), Politiker
- Manuela Maleeva (* 1967), Tennisspielerin
- Ljubomir Geraskow (* 1968), Turner
- Ruscha Lasarowa (* 1968), Schriftstellerin
- Emil Milew (* 1968), Sportschütze
- Dennis Satin (* 1968), deutscher Filmregisseur und Drehbuchautor
- Rossen Scheljaskow (* 1968), Politiker
- Anton Welkow (* 1968), Fußballspieler
- Daniela Georgiewa (* 1969), Sprinterin
- Ilia Gruev (* 1969), Fußballspieler und -trainer
- Katerina Maleewa (* 1969), Tennisspielerin
- Petar Wolgin (* 1969), Journalist, Schriftsteller und Politiker
- Georgi Donkow (* 1970), Fußballspieler
- Naum Kajtschew (* 1970), Historiker
- Stefan Schalamanow (* 1970), Skirennläufer
- Kalin Terziyski (* 1970), Schriftsteller
- Trajtscho Trajkow (* 1970), Ökonom, Politiker und Minister für Wirtschaft, Energie und Tourismus

### 1971–1980
- Katrin Aladjova-Kusznirczuk (* 1971), Schachspielerin und -funktionärin
- Alexandar Deltschew (* 1971), Schachgroßmeister und -Trainer
- Atanas Srebrew (* 1971), Schauspieler und Synchronsprecher
- Martina Baleva (* 1972), Kunsthistorikerin
- Dessislawa Dimitrowa (* 1972), Sprinterin
- Klára Dobrev (* 1972), ungarische Wirtschaftswissenschaftlerin und Politikerin
- Nina C. Gabriel (* 1972), bulgarisch-österreichische Theaterschauspielerin, Regisseurin, Autorin und Theaterintendantin
- Marija Grosdewa (* 1972), Sportschützin
- Korman Ismailow (* 1972), Politiker
- Daisy Lang (* 1972), Boxerin und Kampfsportlerin
- Nikolaj Mladenow (* 1972), Politiker
- Vera Nemirova (* 1972), bulgarisch-deutsche Opernregisseurin
- Elena Pampoulova (1972–2023), Tennisspielerin
- Kapka Kassabova (* 1973), Schriftstellerin, Dichterin und Reisejournalistin
- Plamen Konstantinow (* 1973), Volleyballspieler
- Plamen Kralew (* 1973), Automobilrennfahrer und Geschäftsmann
- Rumjana Nejkowa (* 1973), Ruderin
- Iwajlo Petrow (* 1973), Fußballspieler
- Jana Torneva (* 1973), deutsche Tänzerin und Choreographin
- Marin Balabanow (* 1974), Zeichner
- Albena Denkowa (* 1974), Eiskunstläuferin
- Fani Kolarova (* 1974), Schauspielerin
- Preslav Mantchev (* 1974), Balletttänzer und Choreograph
- Wladimir Sarew (* 1974), Schriftsteller
- Kitodar Todorow (* 1974), Schauspieler
- Dimitar Iwankow (* 1975), Fußballtorhüter
- Zwetelina Jantschulowa (* 1975), Beachvolleyballspielerin
- Diana Kowatschewa (* 1975), Juristin, Politikerin und Justizministerin
- Magdalena Maleewa (* 1975), Tennisspielerin
- Sofi Marinowa (* 1975), Popfolk-Sängerin mit Roma-Wurzeln
- Svilen Piralkov (1975), spanischer Wasserballspieler
- Alexander Raytchev (* 1975), Pianist und Komponist
- Christo Schiwkow (1975–2023), Schauspieler
- Kristian Wigenin (* 1975), Politiker
- Dragomir Zakow (* 1975), Diplomat, Offizier und Politiker
- Borislaw Georgiew (* 1976), Fußballspieler
- Daniel Lorer (* 1976), Entrepreneur und Politiker
- Svetoslav Stoyanov (* 1976), Badmintonspieler
- DJ Balthazar (* 1977), DJ
- Preslaw Borissow (* 1977), Politiker
- Boriana Dimitrova (* ≈1977), Jazzmusikerin
- Martin Dimitrow (* 1977), Politiker
- Vassil Evtimov (* 1977), Basketballspieler
- Stefan Georgiew (* 1977), Skirennläufer
- Kamen Petkow (* 1977), Politiker
- Ewgenija Radanowa (* 1977), Shorttrackerin und Radsportlerin
- Zwetomir Tschipew (* 1977), Fußballspieler
- Toma Waszarow (* 1977), Filmeditor und Filmregisseur
- Stanislaw Angelow (* 1978), Fußballspieler
- Iwan Dinew (* 1978), Eiskunstläufer
- Iwajlo Gabrowski (* 1978), Radrennfahrer
- Petja Jantschulowa (* 1978), Beachvolleyballspielerin
- Jana Marinowa (* 1978), Schauspielerin, Fernsehmoderatorin, Stuntfrau, Filmproduzentin und Model
- Angela Litschev (* 1978), Lyrikerin
- Mariana Popowa (* 1978), Sängerin
- Miroslaw Bojadschiew (* 1979), Shorttracker
- Angel Dschambaski (* 1979), Politiker
- Oda Jaune (* 1979), Malerin
- Adrian Pavlov (* 1979), Komponist, Dirigent und Pianist
- Georgi Peew (* 1979), Fußballspieler
- Antoaneta Stefanowa (* 1979), Schachgroßmeisterin, ehemalige Damenweltmeisterin
- Marina Georgiewa-Nikolowa (* 1980), Shorttrackerin
- Deljan Peewski (* 1980), Jurist, Unternehmer, Medienmogul und Politiker
- Iv Toshain (* 1980), Künstlerin, Kuratorin und Aktivistin

### 1981–1990
- Blagoj Georgiew (* 1981), Fußballspieler
- Nikolaj Nikolow (* 1981), Fußballspieler
- Kubrat Pulew (* 1981), Boxer
- Boris Georgiew (* 1982), Amateurboxer
- Aleksandar Mladenow (* 1982), Fußballspieler
- Borijana Slatarewa (* 1982), Skirennläuferin
- Ilian Evtimov (* 1983), Basketballspieler
- Monika Panajotowa (* 1983), Politikerin
- Terwel Pulew (* 1983), Boxer
- Dimitar Rangelow (* 1983), Fußballspieler
- Dimitar Kinow Stojanow (* 1983), Politiker
- Michail Wenkow (* 1983), Fußballspieler
- Tschawdar Jankow (* 1984), Fußballspieler
- Iwet Lalowa (* 1984), Leichtathletin
- Dari Maximova (* 1984), deutsches Model
- Schiwko Milanow (* 1984), Fußballspieler
- Assen Pandow (* 1984), Shorttracker
- Tervel Dlagnev (* 1985), US-amerikanischer Ringer
- Stanislaw Janewski (* 1985), Schauspieler
- Georgi Mirtschew (* 1985), Naturbahnrodler
- Alice Panikian (* 1985), kanadisches Model bulgarisch-armenischer Herkunft
- Slatomir Sdrawkow (* 1985), Naturbahnrodler
- Tschawdar Arsow (* 1986), Naturbahnrodler
- Martin Bogdanow (* 1986), Biathlet
- Marija Kirkowa (* 1986), Skirennläuferin
- Elisabet Paissiewa (* 1986), Rhythmische Sportgymnastin
- Ewa Paunowa (* 1986), Politikerin
- Georgi Boschilow (* 1987), Fußballspieler
- Galabin Bozew (* 1987), Naturbahnrodler
- Dia Ewtimowa (* 1987), Tennisspielerin
- Poli Genowa (* 1987), Sängerin, Moderatorin und Schauspielerin
- Dimitar Kutrowski (* 1987), Tennisspieler
- Boschidar Mitrew (* 1987), Fußballtorhüter
- Iwelin Popow (* 1987), Fußballspieler
- Alek Sandar (* 1987), bulgarisch-deutscher Musikproduzent, Songwriter und Musiker
- Aleksandra Schekowa (* 1987), Snowboarderin
- Linda Setschiri (* 1987), Badmintonspielerin
- Stojan Stankow (* 1987), Naturbahnrodler
- Orlin Starokin (* 1987), Fußballspieler
- Iwa Widenowa-Kuljašević (* 1987), Schachspielerin
- Latschesar Baltanow (* 1988), Fußballspieler
- Wenzislaw Christow (* 1988), Fußballspieler
- Inna Eftimowa (* 1988), Leichtathletin
- Viktor Genew (* 1988), Fußballspieler
- Silwija Georgiewa (* 1988), Biathletin
- Nikolaj Michajlow (* 1988), Fußballspieler
- Dessislawa Mladenowa (* 1988), Tennisspielerin
- Zwetelina Penkowa (* 1988), Politikerin
- Petar Sawow (* 1988), Naturbahnrodler
- Kiril Wascharow (1988–2009), Eishockeytorhüter
- Pawel Widanow (* 1988), Fußballspieler
- Michail Aleksandrow (* 1989), Fußballspieler
- Mirela Demirewa (* 1989), Hochspringerin
- Nina Dobrev (* 1989), Schauspielerin und Model
- Lubov Gazov (* 1989), österreichische Sportaerobicerin
- Iwan Karadschow (* 1989), Fußballspieler
- Sessil Karatantschewa (* 1989), Tennisspielerin
- Wasko Mladenow (* 1989), Tennisspieler
- Samouil Stoyanov (* 1989), bulgarisch-österreichischer Schauspieler
- Kostadin Welkow (* 1989), Fußballspieler
- Mimi Davila (* 1990), bulgarisch-kubanische Schauspielerin, Synchronsprecherin und Komikerin
- Aleksandar Kirow (* 1990), Fußballspieler
- Aleksandar Lasow (* 1990), Tennisspieler
- Iwan Rantschew (* 1990), Snowboarder
- Martin Toschew (* 1990), Fußballspieler

### 1991–2000
- Nik Daschew (* 1991), Fußballspieler
- Georg Georgiew (* 1991), Politiker
- Isabella Schinikowa (* 1991), Tennisspielerin
- Antoni Stoitschkow (* 1991), Naturbahnrodler
- Wassil Schandarow (* 1991), Tennisspieler
- Stefan Rajkow (* 1992), Naturbahnrodler
- Martin Hafizi (* 1993), Jazzmusiker
- Plamen Miluschew  (* 1994), Tennisspieler
- Werginie Tschakarowa (* 1994), Tennisspielerin
- Radoslaw Schandarow (* 1996), Tennisspieler
- Kamen Slatkow (* 1997), Skirennläufer
- Laura Traats (* 1998), Rhythmische Sportgymnastin
- Aleks Petkow (* 1999), Fußballspieler
- Ilia Gruev (* 2000), Fußballspieler
- Borjana Kalejn (* 2000), Rhythmische Sportgymnastin
- Madlen Radukanowa (* 2000), Rhythmische Sportgymnastin
- Gergana Topalowa (* 2000), Tennisspielerin

### Ab 2001
- Adrian Andreew (* 2001), Tennisspieler
- Zwetelina Iliewa (* 2001), Volleyballspielerin
- Wladimir Nikolow (* 2001), Fußballspieler
- Martin Nakow (* 2002), Eishockeyspieler
- Christo Popov (* 2002), französischer Badmintonspieler
- Konstantin Stoilow (* 2002), Skirennläufer
- Swetoslaw Wuzow (* 2002), Fußballspieler
- Lora Christowa (* 2003), Biathletin
- Lija Karatantschewa (* 2003), Tennisspielerin
- Nadeschda Iwanowa (* 2004), Fußballspielerin
- Nikola Tschaljow (* 2004), Eishockeyspieler

### Geburtsjahr unbekannt
- Anton Bakarski, Kameramann

## Personen, die vor Ort gewirkt haben
- Konstantin Jireček (1854–1918), tschechischer Politiker, Diplomat, Historiker, Slawist, Begründer der böhmischen Balkanologie und Byzantinistik
- Hermann Peters (1907–1985), deutscher Zoologe, Leiter des Zoos Sofia

## Ehrenbürger
- Benita Ferrero-Waldner (2007), EU-Kommissarin, für den Einsatz für die in Libyen verurteilten bulgarischen Krankenschwestern